# 義呆利 Axis Powers角色列表
表列出漫畫《義呆利 Axis Powers》中的登場角色。其中每一個角色均代表著不同的國家或地區，個性依人們對這些國家的印象也有所不同。作品本質屬於輕鬆搞笑的類型，因此在某種程度上迴避了尖銳的歷史問題，與真實歷史有較大程度的差異。
商業版廣播劇CD和電視動畫的配音員是共通的。
條目僅收錄日丸屋秀和的作品，並未收錄其他同人作品創造出的角色。和真實存在的政黨、國家、人物無直接關係。

## 主要國
主要國是指義呆利 Axis Powers中8個主要二戰參戰國，是本作的八大主角。

#### 軸心國
義大利王國→ 義大利（北）
- 威尼斯諾·瓦爾加斯（Feliciano Vargas）
- 女版名稱：愛麗絲·瓦爾加斯（アリーチェ・ヴァルガス，Alice Vargas）
- 全稱：義大利共和國（一战和二战时为義大利王國，另有從1943年成立直到1945年解散滅亡的意大利社會共和國）
- 英文：Italian Republic / Republic of Italy
- 官方語言：意大利語
- 首都：羅馬（義大利王國的首都變更：都灵→佛罗伦萨→罗马→布林迪西；意大利社會共和國的首都為萨罗 (实际)和罗马(名义)）
- 國花：雛菊
- 國鳥：燕子
- 資料

1. 身高：172cm
2. 生日：3月17日（意大利王國建立日）
3. 軍服：藍色軍服，配有黑色襯衫和黑色領帶。
4. 便服：白色水手服
5. 武器：白旗、木棍
6. 頭髮：棕紅色
7. 眼睛：棕色
8. 配音員：浪川大輔；幼年配音員：金田晶[1]
9. 口頭禪：「Pasta～♪」、「ve ~!（ヴェ~讀成「唄—」）」、「吶～吶～德國～」

本作主角，有一根向左下翹的呆毛，在軍事方面能力非常弱，善於逃跑。
喜歡意大利麵食（Pasta），尤其是白醬義大利麵（Spaghetti），也喜歡吃不辣的披薩、起士，但是不喜歡食物裡有辣的醬料（如：黃芥末）。
和羅馬帝國一樣，很有藝術細胞，自己非常喜歡文藝復興時的感覺；喜歡畫油畫和唱歌；擅長服裝設計和皮革製造。
呆毛是敏感點，感情豐富到讓人覺得他像是少了根筋，愛撒娇又有點愛哭，個性糊塗。喋喋不休的时不忘手舞足蹈，哼着令人不悅的小調和喜歡黏人的天性已經深入到身體的每一个部位。
雖然認真起來很厲害，但僅在於女孩子面前。一旦堅持起來十分有骨氣，曾拒絕貴族的賄賂。和哥哥南義大利一樣，喜愛把妹。
在羅馬帝國還在世的時候就認識神聖羅馬帝國，神聖羅馬帝國曾經誤認為他是女孩子而偷偷暗戀他（而且義大利也喜歡神聖羅馬帝國），當神聖羅馬帝國和他告別的時候，送給他一條白色南瓜型內褲作為紀念（動畫裡改爲中古歐洲式的掃把），並且兩人還有過深情的一吻。
自從被神聖羅馬帝國的領導者奧地利征服以後，就開始了在奧地利家不停打掃和做家事的生活。但奧地利是等到他已經快要到變聲的年紀時，才偶然發現他是男生的事。
戰爭時擅長逃跑和專門量產白旗（曾經因為要打英國軍隊而故意拖慢進軍速度，一個禮拜才前進60公里；但是遇到英國軍隊時，一天就可以逃60公里，也因此非常的害怕英國軍隊）。
和德國有著「剪不斷、理還亂」的關係。經常和德國做出一些曖昧的事（例如晚上不知為何，會和德國睡在同一張床上。）
第一次世界大戰时因为对法賠偿金被迫到德國家製造馬克（德國前貨幣單位），他為此還特地寫了一封信給哥哥南義大利。
曾經送給日本一座紀念武士道精神的柱子，不過後來因為日本戰敗的緣故，被美國下令把柱子上的碑文全部刮掉。
角色源自義大利東北部的城市「威尼斯（Venezia）」。名字是義大利語的「幸福」。
曾經痛揍土耳其，在土耳其提及此事時把德國嚇到了。
於右手揮舞著小白旗，左手拿著意大利面；沒有擔任樂器，而是擔任指揮。
在作者製作的遊戲中的職業是初心者。
在動畫第五季 W學園中參加的是新聞部和午睡部，同時也是研究部、稍野性部、軟軟貓貓部的部長，另外也很想加入美食部。
於中得到的禮物是Pasta和白奶油醬料，包裝的花紋是耶誕樹。
於裝扮的鬼怪是貓人。
於作者繪製的2011年萬聖節系列短漫中，打扮成囚犯。
角色歌為
 納粹德國→ 德国／德意志
- 路德维希（Ludwig）
- 女版名称：莫妮卡（モニカ，Monica）
- 全稱：德意志聯邦共和國（国旗采用的都是现代德国的黑红金三色旗，然而一战的德国应为德意志帝国，二战时则为纳粹德国，冷战时期又分裂出了德意志民主共和国）
- 英文：Federal Republic of Germany
- 官方語言：德語
- 首都：柏林
- 國花：矢車菊、夏櫟
- 國鳥：白鸛
- 資料

1. 身高：180cm
2. 生日：不明(作者設定)
3. 軍服：2套①WW1-深綠色；②WW2-灰綠色
4. 便服：白色襯衫或黑色內衣
5. 武器：、MP-44
6. 頭髮：亮金色
7. 眼睛：淺藍色
8. 配音員：安元洋贵
9. 口頭禪：「義大利！给我认真一点。」、「又是這樣，爲什麽你每次都.......！」、「xxx，以上。」

近代才崛起的歐洲大國之一，認真、勤勞和嚴謹的青年，總是梳油頭，滿身的肌肉。代表西德。
周遭國家有一年四季都在發情的法國、我行我素的奧地利、動不動就要人照顧的義大利。上司盡是一些偏執的怪胎，處境相當的可憐。
北義大利被英國、美國和法國俘虜時，曾說出德意志有SM的癖好。（在單行本第一集中被意大利爆料為「抖S（ドS，超級施虐狂）」）家中有一整箱R18。
個性認真死板，無論如何都會遵守規矩及秩序。不論是工作或休息都全力投入。不過，只要啤酒一下肚，似乎就會把平常積蓄已深的鬱悶不滿全都發洩出來。
雖然表現一副沒興趣的樣子，但超愛到意大利觀光。
哥哥是普魯士，對哥哥會使用敬語︰。
由普魯士帶領德意志地區眾邦國統一而誕生，因此一開始便是約10歲左右的姿態。當時482次被普魯士要求稱呼他「お兄ちゃん」。出生不久頻頻遭遇麻煩，但是在普魯士保護下成長。認為他對自己過度保護了。
练兵期间对于军纪的要求非常严格，因此对意大利军的表现非常无奈。
常常因為太過於遵守說明書或指南的內容、不知變通從而發生慘劇。
非常愛乾淨，資源回收做得異常認真，會仔細的把垃圾分為：紙類、金屬類、玻璃類、塑膠類、有機類、有毒類等八種分類。
養了三隻狗，名字分别是Aster、Blackie、Berlitz（在德語裡的意思是智慧、勇氣、教養），每隻都非常壯碩；德國經常帶牠們去義大利家玩，但是南義大利似乎很害怕這三隻狗。
很尊敬羅馬帝國，熟知羅馬帝國的歷史，連羅馬帝國本人忘記的事情都能流暢口說。
爺爺是日耳曼，現在和義大利的關係似乎是昔日日耳曼和羅馬帝國的寫照。
從蕃茄的箱子裡翻出義大利後，就開始了和義大利的微妙關係；雖然經常對沒用的義大利有些抱怨，但到現在還是相當照顧他。曾經在日記中公開表明「我只有義大利這唯一的朋友......」
曾經裝扮成美國間諜混進法國開的西餐廳裡收集情報，因為吃馬鈴薯的方式是掏碎了再吃，而不是一勺一勺吃，而被法國發現這是德國不是美國。和法國對戰的時候，一開始都能獲勝，但是都最後卻又都會敗給法國。
佔領奧地利的時候遭到匈牙利和義大利的強烈反對，他通過萬般阻撓才開始和奧地利同居，但是經常被奧地利責駡。
很欣賞日本心狠手辣的為人方式和圓滑中立的處事作風，但是一直不能理解日本的真心。
試著學習畫了日本的漫畫，成果受到義大利稱讚。
於右手拿著德國香腸，左手拿著啤酒；擔任的樂器是爵士鼓。
在作者製作的遊戲中的職業是十字軍。
於中得到的禮物是色情書刊，包裝的花紋是愛心。
於裝扮的鬼怪是狼人。
於作者繪製的2011年萬聖節系列短漫中，打扮成古羅馬戰士。
角色歌為《Einsamkeit》和。
在動畫第五季 W學園中參加的是新聞部。
 大日本帝国→ 日本
- 本田菊
- 女版名称：本田樱（本田桜，Sakura Honda）
- 全稱：日本國（非正式國號为大日本帝国）
- 英文：Japan
- 官方語言：日語
- 首都：東京（大日本帝国的首都變更：平安京→東京府→東京都）
- 國花：櫻花（註：菊花是國徽）
- 國鳥：綠雉
- 資料

1. 生日：2月11日(西元前660年神武天皇即位日)
2. 軍服：白色軍服配有黃色紐扣，袖口各繞有兩圈金色（作者自創的軍服）
3. 便服：帶有綠色披肩的灰色浴衣；紅色運動服+黑框眼鏡 (近代宅樣服)
4. 武器：日本刀(平時用紫色布包著) 「最終奧義(遺憾之意)」
5. 頭髮：黑灰色
6. 眼睛：黑褐色
7. 配音員：高橋廣樹；幼年配音員：岩村愛子
8. 口頭禪：「我的意見和美國一樣......」、「初次見面、請多指教，在下是日本、愛好爲『察言觀色、謹言慎行』。」、「歐美人的思考邏輯真是不可思議吶......」

沉著冷靜、個性認真的東洋武士之國，特技是察言觀色與謙虛。見到心儀的事物，外表明顯透露出內心的興奮與雀躍，自稱“要保持日本男兒的風俗”，很少看到他生氣的样子，對待食物異常嚴格。
軸心組和同盟組人物之中最矮的一人，也是最瘦的一人。是目前出場率最高的一名角色。
由於個性單純，不知世事，有點被牽著鼻子走的傾向，例：文明開化時期一昧的模仿法國的動作，結果反遭法國惡作劇。
小时候在竹林中被中国发现，并由中国抚养长大，从中国的汉字书写中自创了假名书写，让中国大为不快。近来和身为大哥的中国关系恢复不少。
十分喜欢吃中国烹饪的中国料理，但认为中式餐桌礼仪非常繁琐，而觉得吃下来会很累。
因為是遠離陸地的島國，又因為曾經家裡蹲了兩百年，所以從小就養成了宅在家裡的習慣；最近又因家中的動漫產業蓬勃發展而使他變為徹頭徹尾的御宅族（オタク）、就連過年的時候也要在家裡看漫畫。
在英國向他抱怨法國說自己是情色大使時，說出：「那就選擇浸淫在二次元世界吧！雖然不會弄髒身體，但是心靈會變的比較污濁。」被英國默默地拒絕。
一年四季都非常的享受，十分風雅，擁有許許多多的慶典。
很喜歡毛茸茸的小動物，特別是貓和兔子，曾在文明開化時期，瘋狂飼養大量的棄兔，家中也養了一隻毛茸茸的狗，名叫波奇。
擅長玩機械和動漫，也因為背負特殊文化氣質，觀點與其他國家較為不同。
与意大利和德国相处的时候，收受到了极大的欧洲文化冲击而难以理解。
北義大利在日本家中看書時，意外的發現日本有收藏春宮圖的奇怪癖好。
待人有禮，面對問題時，會給予「鄙人會妥善處理、下次再議、容在下考慮」之類模稜兩可的含糊回答，但實際上這些回答的含義往往都是否定的。
每次表達自己的意見時，多半不敢直接表達(除了漁產方面的事)，不是依從美國意見就是欲言又止(例:世界會議和軸心組的聖誕節訪問前夕，以及「如何當一個德國人」遊戲裡的舉止)。對於這點，瑞士對此非常不滿，認為日本不是中立國，卻不表達自我意見。
在鎖國的時候因為美國的關係，被迫結束家裡蹲的生活。
常常在美國的半脅迫下答應事情。（例如：美國主辦的聖誕節派對）
作為盟友的德國敬佩他「雖然有一點點不諳世事，但是安靜、乾淨、心靈手巧；在世界史後半才登場的小國，卻能在短短60年成為打敗中國的大國。」
擅長將物體小型化，曾經把德國交給他的潛水艇設計圖做成縮小版的潛水艇模型，還分一年十二個月不同花色發售，同時聘請當紅人氣聲優代言，合體後的最終形態是能變形的機器人。也常常將許多事情或是節慶商業化。
非常喜歡吃很鹹的醃漬食品，但是也因為攝取鹽分過多而導致高血壓，所以被德國禁止吃任何的醃漬食品，之後為了這件事還猛吃生番茄，不過經過義大利的勸解和自我反省，這個不明智的行為已經結束。
於右手拿著扇子，左手拿著醬菜；擔任的樂器是太鼓和龙笛。
在作者製作的遊戲中的職業是僧侶（同時也是遊戲的開發者。）
於中得到的禮物是白飯和味噌，包裝的花紋是日本式綠底白色藤蔓捲花紋。
於裝扮的鬼怪是妖狐（手裡拿著燈籠鬼）
於作者繪製的2011年萬聖節系列短漫中，打扮成鴉天狗。
角色歌為和。
在動畫第五季 W學園中參加的是新聞部。

#### 同盟國
美国／美利堅（United States）
- 阿爾弗雷德·F·瓊斯（Alfred F. Jones）
- 女版名稱：艾蜜莉·瓊斯（エミリー・ジョーンズ，Emily Jones）
- 全稱：美利堅合眾國
- 英文：United States of America
- 官方語言：英語
- 首都：華盛頓哥倫比亞特區
- 國花：玫瑰（美國法典規定[2]）、耬斗菜（誤會）
- 國鳥：白頭海鵰
- 資料

1. 生日：7月4日（美国獨立日）
2. 軍服：卡其色軍服＋帶黑色毛領的棕色皮夾克（外套左邊上有星星圖案，外套左上臂有飛機圖案，疑似原型為A1飛行夾克）。
3. 武器：雪茄、左輪手槍
4. 頭髮：濃金色
5. 眼睛：亮藍色
6. 配音員：小西克幸；幼年配音員：清水涼子、岩村愛子
7. 口頭禪：「我就是拯救全世界的正義Hero！」、「順帶一提，我可是不接受反對的意見喔!!!」

開朗有活力、有著強烈正義感，帶著眼鏡的開朗了青年，有一根短短向上翹的呆毛，喜歡自稱「HERO」。因為年輕又精力過剩，有不管周遭感想就橫衝直撞的壞習慣；所以雖然在全世界有很多小弟，但是真心想和他做朋友的卻沒有幾個。
喜歡給別人分配任務或者計劃，卻不喜歡別人來指揮他。其實他並沒有對任何國家有惡意，只是由於神經太過大條，所以沒有注意到他的行為其實暗暗傷害了別人（尤其是英國和日本）。
喜歡漢堡、可樂、薯條一類的快餐。本來非常喜歡英國紅茶和英國料理，但是在獨立後就故意改喝咖啡。
在打掃倉庫的時候，回想起小時候由英國撫養長大，經歷獨立戰爭得到了獨立的往事。
雖然嘴上說想扁英國（製造新飛機時），但頗關心英國，不過方式都很奇怪，像看英國感冒病危說出「太好了！英國掛掉了！」是因為希望英國快點好。
從小被英國養大，所以味覺連帶被影響，成為被法國嘆息和英國並列的味癡兩國。其實小時候也明白其他國家料理更美味，但還是打起笑臉對做飯給他的英國說「很好吃」。
和日本是很常接觸的朋友，有很多事情多會找上他（一向不顧日本意願），曾在日本泡澡時突然拆下他浴室的窗戶找他（動畫第5季），和日本同居過，心裡認為，日本很單純、細心，而且一定不會反對他。
經常會有UFO衝進來的國家（總是被英國批評為是科幻小說的副作用）；和外星人Tony是好朋友。
在英國和Tony彼此互看不順眼的當下，認為兩人熱切的凝視彼此，覺得兩人感情很要好。
英國曾在美國獨立日時送他一隻獨角獸，雖然美國看不見牠，但還是能感受到牠的溫暖；但每次當獨角獸靠在美國旁時，Tony總會吃醋。
雖然坊間流傳是個不會解讀空氣的人（KY）﹐實則設定是故意不讀空氣（AKY）。
擅長的運動和研究是射擊和考古學，曾經到希臘和埃及家里挖掘文物，但是最後卻總是運回了自己家的博物舘。
從小擁有怪力，還沒獨立時曾徒手舉起一頭美國野牛轉圈；長大後因為要和英國借車，便單手拖著英國的笨重老爺車去找慢跑中的英國。
雖然身材看起來很正常，體重卻過重，內心很在意這件事，但不想放棄吃油炸食品，所以到處詢問各國的減肥方法，最後找上認為身材最苗條的日本，甚至每天跑去和日本一起吃飯。
家中的食物總是份量極多且大，但是本人卻絲毫沒有感覺。在日本家裡旅遊時，看見日本家中販賣的快餐份量，驚恐之下非常不可置信。
喜歡拍電影，電影總是超大場面，內容多半是英雄和恐怖劇情，而且還有華麗的特效（影響了日本ACG的發展）。但拍出來的電影常常被英國批評，所以唯獨不想給英國看。
非常愛惜法國送給他的自由女神像，因為日本在之前對女神的不敬，揚言要把日本的富士山染成紅色，但是因為後來要對付俄羅斯所以很快就放棄了這個想法。
愛看恐怖電影，常常要日本陪他看，每次都被自己家裡拍的恐怖電影嚇哭，卻依然堅持在驚恐的哭著情況下把恐怖電影看完（日本則是對美國家的恐怖電影完全免疫），看完之後還跟日本要求一起睡，卻被日本很快的否決並匆忙逃走，對於日本恐怖遊戲裡的殭屍卻不怎麼害怕。
非常不喜歡冬季，冬季時往往自暴自棄的度過。
繪畫極差。為了第一個到達會議室，因而看見英國負責畫每次黑板上的圖樣，因此曾經搶在英國之前在黑板上畫上軸心國和同盟國的圖樣，被同盟國的大家嫌棄比例失常，俄羅斯甚至笑著要拿鎬子劈砍黑板。
有時會做一些藍色的麵包或者帶有螢光劑的餅乾，日本卻認為這是很難得一見的紀念品，所以把它們全部拍攝了下來、以便向家裡人炫耀。
常常製作一些帶著奇妙色彩的食物。在邀請日本參加聖誕派對時，給日本看了自己製作的超大藍色蛋糕，在日本的婉拒下，又說出自己製作了會在夜裡發光的粉紅色蛋糕。在軸心國的聖誕節訪問時，端出了淋著綠色表層的紅色蛋糕。
有一次他在日本家旅遊的時候，從紅燈區的小姐那裡收到了一份印有AV工作招聘的衛生紙，而他卻誤以為那個小姐是免費送給他衛生紙，因此大肆稱讚「日本人真是友善又熱心啊！」讓日本不知如何回答。
曾经被困在孤岛上，并且从中国那里得知了医食同源的道理。
在童年時期與玩伴Davie玩耍，之後因為為了找到Davie所形容的花朵而出去尋找，後來現發David已經年老後去世，而自己卻一點都沒變。
於右手拿著漢堡，左手拿著奶昔；擔任的樂器是吉他和電吉他。
在作者製作的遊戲中的職業是神鎗手（同時也是遊戲的試玩者和提出修改意見的人。）
於中得到的禮物是甜甜圈和蘋果派，包裝的花紋是星星。
於裝扮的鬼怪是德州殺人魔-電鋸傑森。
於作者繪製的2011年萬聖節系列短漫中，是萬聖節扮裝派對的主辦人，打扮成蝙蝠俠。
角色歌為《W・D・C 〜World Dancing〜》和《Hamburger Street》
在動畫第五季 W學園中參加的是英雄部。
 英国／英吉利（United Kingdom）
- 亞瑟·柯克兰（Arthur Kirkland）
- 女版名称：爱丽丝·柯克兰（アリス・カークランド，Alice Kirkland），罗莎·柯克兰（ローザ・カークランド，Rosa Kirkland）
- 全稱：大不列顛及北愛爾蘭聯合王國（世界上第二長的國名；另外一戰時為大英帝國）
- 英文：United Kingdom of Great Britain and Northern Ireland
- 官方語言：英語
- 首都：倫敦
- 國花：都鐸玫瑰（英格蘭）、韭（威爾斯）、薊花（蘇格蘭）、三葉草（愛爾蘭）
- 國鳥：知更鳥
- 資料

1. 生日：不明(作者設定)
2. 軍服：綠色軍服配有黑色斜肩皮帶（裡面的襯衫是淡綠色，領帶是深綠色）
3. 武器：長槍
4. 頭髮：月光金
5. 眼睛：碧綠
6. 配音員：杉山紀彰；幼年配音員：須藤翔
7. 口頭禪：「我們大英帝國又發明了很有用的東西呢！」、「learn的過去式應該是learnt，learned是什麼東西啊！笨蛋!」、「這個xxx做得很好吃啊，但是沒有我做的好吃。」、「美國是笨蛋！」

生活在遠離歐洲的孤島之上；單獨出場時代表整個英國，和蘇格蘭、北愛爾蘭、威爾斯等哥哥們一起出場時則代表英格蘭；是四兄弟中的么子，但是和哥哥們的感情卻不怎麼好。
曾經仗著海盜的身份欺負西班牙和荷蘭，四處擴張殖民地；曾經是歐洲第一的搗蛋鬼，但是隨著年齡的增長，蛻變爲一個風度翩翩的紳士。但脾氣上來時，海盜時期的本性就會顯露出來。
喜歡嘲諷人又好強，但本性卻很善良，雖然一開始的時候讓人覺得冷漠，但成為朋友後，卻是盡心盡力。
擁有粗眉毛的設定。
非常喜歡紅茶，同時有著刺繡的雅好。雖然做鬆餅（Scone，又稱：司康餅）的廚藝沒有法國好，但是依舊堅持著嚴格的餐桌禮儀；嚮往著一邊吃自己做的餅乾、一邊喝紅茶的悠閒生活。
因為做出來的菜令人難以下嚥，所以經常被法國取笑，甚至連作為囚犯的南北義大利都不願吃英國菜，還把味癡的特性遺傳給了美國。即使如此，還是非常喜歡做菜，而且認為自己總有一天能把菜燒得讓人佩服。
號稱自己家的魔法是世界第一的強大；和妖精感情非常好，經常會看到他和妖精們玩耍的樣子（但是看不見妖精的美國認為這是英國的幻覺。）精通詭異的巫術和神秘的魔法，特技是畫魔法陣、用符文詛咒、展示通靈的召喚術。
被德國打敗時，躲起來詛咒德國，被突然拜訪的美國打斷。於是躲回地下室，畫出魔法陣召喚，卻召喚出俄羅斯。
在美國要求大家在軸心國流落的荒島一起烤棉花糖時，唱著歌詞陰森的歌劇「阿萊城姑娘」，美國當場嚇的說出：「感覺好像惡魔都要被召喚出來了！」
小時候被法國嘲笑自己很土，所以希望自己也能擁有和法國一樣的飄逸秀髮，曾經瞞著義大利教皇偷偷留起長髮，因為不擅整理，被法國譏笑為「金色毛毛蟲」。這些好不容易留長的頭髮，因為英國自己的挑剔和法國不當的誘導，使得這些頭髮又被法國剪回原狀。
曾經是法國的小弟，同時也是世仇，兩個一生下來就在互相打架；打過一百年的架。但自從和法國打仗後，搶走幾乎一半的領土就結下了孽緣。每次打架時，法國總是說他是「不良少年」，每當聽見這個稱呼，就會跟法國打的更激烈。在和法國爭奪美國的撫養權時，甚至還有一個專門的打架島；但是每當世界大戰時，又能和法國站在同一戰線。曾經因蘇伊士運河的關係遭法國逼婚，但最後還是婉拒了。
爭奪到撫養小時候的美國。但因為長大的美國嚮往自由，爆發了獨立戰爭，美國自此獨立。
過去對年幼時的美國非常疼愛，而美國擅自獨立一事很懊惱，所以每年7月4日（美國獨立日）前後都會感覺不適，身體狀況也變得虛弱，經常咳血。非常討厭美式英語，總是糾正美國的文法和腔調。
每次會議上美國提出的意見，常常是第一個否決美國的人。
聯合國會議上時，因為法國反對了他和美國的意見，沒多久兩人就吵起來。
被法國說出：「你家的人不僅可以隨處發情，不論是車子還是路上。同時性愛行動又那麼多，所以情色大使的名號就讓給你了！」。雖然當下馬上反擊說出希臘家性愛行動更多（當時手上還拿著色情書刊），但是希臘卻淡淡的說出雖然自己家裡的性愛行動很多，可是內容都很普通。
認為俄羅斯總是干預自己（打算拿巴斯比之椅給美國坐和召喚魔法陣時），所以其實很不滿俄羅斯（G8會議時）。而且也極力阻止俄羅斯南下中國。
在魔法陣召喚出俄羅斯後，決心發動和俄羅斯的魔法抗爭。但在看到俄羅斯的「神住在18光年外」的力量後，打退堂鼓。
酒量不好，但比日本好很多，酒品極差，喝醉的時候會邊打嗝邊抱怨他和法國、美國的恩怨，並且批評其他國家；但是等自己清醒之後，後悔自己說太多話，會縮在牆角用綠色的棉被整個矇住、用手捂住臉、不停地搖頭。
在日本家簽訂英日同盟條約時，看到了日本看不到的天狗、河童、洋蔥怪、座敷童子等日本妖怪，並且和河童一邊泡溫泉、一邊暢談心聲，並拿到什麼都能治療的河童妙藥，讓日本大吃一驚。
是在男性角色中少有擁有傲嬌屬性的角色。
於右手拿著麥芽酒，左手拿著炸鱼薯条；擔任的樂器是貝斯。
在作者製作的遊戲中的職業是巫師和魔法師（唯一能使用『賢者之石』并打敗最終Boss的職業。）
於中得到的禮物是刺繡針和刺繡布，包裝的花紋是馴鹿。
於裝扮的鬼怪是吸血鬼伯爵。
於作者繪製的2011年萬聖節系列短漫中，打扮成福爾摩斯。
角色歌為和。
在動畫第五季 W學園中參加的是魔法部，活動內容為夫婦圓滿魔法、戀愛咒語、某個帶著眼鏡額頭上有閃電傷疤的魔法師的cosplay、祈禱收成，以及其他種種。被禁止進出美食部。
 法國／法蘭西
- 法蘭西斯·波诺弗瓦（Francis Bonnefoy）
- 女版名称：弗朗索瓦丝·波诺弗瓦（フランソワーズ・ボヌフォワ，Françoise Bonnefoy）
- 全稱：法蘭西共和國（過去包含法蘭西王國，法兰西立宪王国，法兰西第一、第二帝国，法蘭西殖民帝國，法兰西第一、第二、第三、第四、第五共和国，维希法国；一戰為法兰西第三共和国，二戰為自由法国。）
- 英文：French Republic
- 官方語言：法語
- 首都：巴黎
- 國花：鸢尾花
- 國鳥：高盧雞
- 資料

1. 生日：7月14日
2. 軍服：藍色軍服帶有披肩，軍服裏面的顏色是紅色
3. 便服：白色襯衫（領口通常不扣釦子）＋淡藍色西裝＋粉紅色領帶
4. 武器：無
5. 頭髮：金色
6. 眼睛：藍紫色
7. 配音員：小野坂昌也
8. 口頭禪：「Bonjour～哥哥我今天也很闪亮哦～♬」、「來～哥哥我啊～其實很喜歡xx呢！」、「我可是偉大的法蘭西啊～！」

擁有一頭閃亮的金髮和鬍子，沒有鬍子的時候非常像女性，所以他堅持不剃鬍子，對於爱情和美麗可以擁有無與淪比的豐富情感和言語来表達。
手上總會有一朵玫瑰或酒杯（有時說话的時候，背景甚至會開滿玫瑰或者充滿閃亮的星星。）
和英國是世仇，兩個一生下來就在互相打架；打過一百年的架。但自從和英國打仗後，搶走法國幾乎一半的領土就結下了孽緣。每次打架時，法國總是說英國是「不良少年」，每當英國聽見這個稱呼，就會跟法國打的更激烈。在和英國爭奪美國的撫養權時，甚至還有一個專門的打架島；但是每當世界大戰時，又能和英國站在同一戰線。
對於工業、農業都很在行，家裡生產高級的乳酪、家具和樂器。喜歡一切奢侈品，嗜好红酒和葡萄酒，也很喜歡富有情調的爵士樂和香水。
雖然看起來十分華麗前衛，但在某些方面卻突顯出保守的一面。
穿著華麗的藍色軍服，但似乎因為過於鮮豔而往往被敵人打地很慘。曾經在聯合國會議的時候，嘲笑其他國家軍服的醜陋。是歐洲的首席名廚，做菜做得非常好，即使是蝸牛和鵝肝也可以做成美味的料理。
毫無顧忌的宣稱「法語是世界上最美的語言」而倍感自豪，對於本國輝煌燦爛的歷史和博大精深的藝術非常自戀，因為過於自戀而不願學習英文。
只要對了胃口，就能不管男女、時間、地點、環境、場合的性騷擾别人，受害人包括中國、義大利、西班牙、英國等，而且他尤其喜愛儒雅的男性（如奧地利），為此差點被匈牙利攻擊（這些漫畫一般出現在作者部落格上的網路版中，在出版的漫畫裏考慮到「兒少不宜」之類的原因而被放送中止）。
常常說出一些「兒少不宜」的話教壞別人（例如：美國請教他減肥的方法時、俄羅斯的寄給他的電台的明信片詢問時、北義大利向他詢問如何別讓對方忘記自己、對著北義大利講解一些R18的東西）
為了解救他而犧牲的聖女貞德。只有在他面對貞德或回想起往事的時候，他才會顯得格外的有些不正常的正經。
軍事上擅長漁翁得利戰術。在英國打敗西班牙時，趁機攻打西班牙；在普魯士打敗奧地利時，趁機攻打奧地利。
在會議上，是唯一同時反對英國和美國的意見的國家（雖然這兩方意見本來就不和。）
對於俄羅斯的態度比英美好很多，但是也很害怕俄羅斯，會詢問俄羅斯一些戰爭以外的事情。
曾經舉辦過裸體的奧林匹克運動會，但是被瑞士阻止了。
因为苏伊士运河的关系，曾向英国提出了合并的请求，被拒绝后，又提出了建立英属法兰西州的请求，最后还是被拒绝。
在拿破侖和聖女貞德時期曾經把整個歐洲牢牢地控制在自己手中，但是他們死後經歷過兩次中衰期，目前是歐盟的核心成員之一，為世界的和平做努力。
於右手拿著花束，左手摟著美女；擔任的樂器是手風琴。
在作者製作的遊戲中的職業是騎士。
於中得到的禮物是葡萄酒和紅酒杯，包裝的花紋是薔薇。
於裝扮的鬼怪是幽靈。
於作者繪製的2011年萬聖節系列短漫中，打扮成彼得潘，並和打扮成精靈的摩納哥一起出場。
角色歌為和。
在動畫第五季 W學園中与中国、土耳其一同參加的是美食部，活動內容為做美食、吃美食、愛美食，另外美食部禁止英國進入。
 苏联→ 俄羅斯
- 伊凡·布拉金斯基（Иван Брагинский，Ivan Braginski）
- 女版名称：安娜·布拉金斯卡娅（アーニャ・ブラギンスカヤ，Аня Брагинская）
- 全稱：俄羅斯聯邦（一战时为俄罗斯帝国；二战时为蘇維埃聯邦，簡稱蘇聯，而後苏联解体包括俄羅斯在內的十五個共和國獨立）
- 英文：Russian Federation
- 官方語言：俄語
- 首都：莫斯科
- 國花：向日葵（作品設定為向日葵，另有一種說法為洋甘菊是俄羅斯國花）
- 資料

1. 生日：12月30日
2. 軍服：灰白色裘皮大衣＋白色圍巾＋勛章
3. 便服：裘皮大衣＋白色圍巾
4. 武器：鐵製帶有水龍頭的水管（從德國的家中拔的）
5. 頭髮：米黃色
6. 眼睛：紫色
7. 配音員：高戶靖廣
8. 口頭禪：「讓步？俄羅斯沒有提供這種服務喔。」[3]「小心我把你扔進集體農莊！！！咕嚕咕嚕咕嚕........」

廣大、沉靜、樸素的世界最大之國。在作品中，雖稱作俄羅斯，有時代表的卻是整个蘇維埃聯邦。
生氣時會發出「咕嚕咕嚕（コルコルコル、kolukolukolu）」的重複發聲詞，暗指蘇聯以前的「集體農莊（コルホーズ、koluhouse）」。
過去是個常被欽察汗國欺負的莫斯科公國孩子。從很久以前就嚮往在溫暖陽光下被向日葵包圍的生活，甚至希望让全世界的疆土都种满盛开的向日葵，但不知何年何月才能實現。
味觉很差劲，即使麻糬裡加了不該有的東西，他也可以若無其事的吃下去。甚至G8會議上英國對他不滿的視線，他也能自在的拉下那些視線箭頭嚼得津津有味。
乍看之下是個不計小事、擁有鄉村青年那種單純的青年，但反過來說就是具備了小孩子那種殘酷的一面，散發出無法言喻的壓迫感。俄國史跟其他國家相比，有更多陰暗殘酷的驚悚場面。由於童年曾被蒙古拐走，導致他的心理非常扭曲（腹黑），喜歡看人哭着求他的樣子。
因為每年都會被嚴冬（冬將軍）侵襲所以討厭雪，但每次遇到戰爭的時候，嚴冬（冬將軍）卻會成為他最好的幫手。不管做什麼都要用到伏特加，連燃料也是伏特加。因此嚴冬和伏特加並稱俄羅斯的好夥伴。
以水管當武器（也會用十字鎬），而水管是從德意志家拔的。經常弄壞水管的拉脫維亞每次都會遭到他的酷刑。雖說主武器是精鋼水管或洋鎬，但也喜歡狙擊步槍和重型火箭彈這樣的武器。
一直以往南發展為目的，但每次都被英國阻礙，老實說很想揍英國一頓。對英國的詛咒完全免疫，例如毫無顧忌的連續坐壞兩次英國的「最終兵器」：巴比斯之椅。
姐姐（烏克蘭）因為上司的關係，經常與他保持距離，在美國、歐盟中尋找盟友，曾經不繳天然氣費。
唯一恐懼的人是自己的妹妹（白俄羅斯），對他來說，跟妹妹混在一起只有壞處，但又怕她像姐姐（烏克蘭）一樣加入美國陣營。
神居住離地球在18光年的地方：在俄日戰爭期間，當地東正教會裡曾對日本下詛咒，仍遭慘敗。18年後，日本發生18年後的詛咒關東大地震。故以此戲稱。
其實並不是要傷害別人，而是從裡到外都令人寒膽。面對朋友以外的人會很內向且冷漠，不過他把所有人都當作是自己的朋友。
以前想和中国住在一起，还说过“我已经和中国住在一起了”，却被中国嫌弃了很长时间，最近又总是和中国一同出现在其他西方国家的面前。
和美国是曾经的竞争对手，也曾经黑化后和美国微笑着互相讽刺。
总是喜欢欺负波罗的海三国，曾經把把芬蘭從瑞典身邊帶走。
於右手拿著伏特加，左手拿著水管；擔任的樂器是巴拉莱卡琴（又稱三角琴，俄羅斯弦樂器）。
在作者製作的遊戲中的職業是召喚師。
於中得到的禮物是鐮刀和鐵鎚，包裝的花紋是雪花。
於裝扮的鬼怪是熊人。
於作者繪製的2011年萬聖節系列短漫中，打扮成紅心國王
角色歌為《Зима》和
在動畫第五季 在W學園中曾為蘇聯部的部長。
 中華民國→ 中国
- 王耀
- 女版名称：王春燕（Wang Chunyan）
- 全称：中華人民共和國（漫畫和動畫的國旗均是中华人民共和国國旗，第一次世界大戰時的中國為五色旗的中華民國北京政府；而第二次世界大戰時的中國為中華民國，和英國、美國、蘇聯並稱為同盟國的「四警察」）
- 英文：People's Republic Of China
- 官方语言：中文
- 首都：北京（現中華人民共和國首都，而二戰時中國為中華民國，當時的首都是南京→重慶，〔中華民國的首都變更：南京市→京兆地方→重慶市→廣州市→成都市〕）
- 國花：牡丹（中華人民共和國現在尚無國花，牡丹是作者設定。而中華民國國花為梅花，象徵五族共和）
- 国树：银杏树
- 資料

1. 身高：169cm
2. 生日：不明（作者設定）
3. 軍服：橄欖綠軍服，左肩帶有一個白色五角星的紅袖章
4. 便服：紅色唐裝＋白色褲子（袖口非常寬大，褲子卻短到腳踝處）；綠色長度不過腰的短式唐裝＋黃色長褲
5. 武器：勺子＋中華鐵鍋
6. 頭髮：墨鬃色
7. 眼睛：錫墨色
8. 配音員：甲斐田幸
9. 口頭禪：「.........阿魯(中文官方譯作「唄」)。」、「唉呀────！！！」

角色與现实状态的中国无关，中華民國於1912年1月1日在南京宣告成立（中華民國大陸時期），1945年至1971年為聯合國的中國代表；中華人民共和國於1949年10月1日則在北京宣告成立，為目前聯合國的中國代表。
是年齡最大的角色國，和日本、韩国、台湾、香港一樣是童顏，腦後綁著一小束往左放的頭髮，時常背著熊貓，名叫滾滾。有獨特的宗教信仰和習俗，信仰神靈、喜歡閒情逸致的生活，因此又被稱為「仙人」。
是東亞文化的宗主，在過去非常強盛，到處領養小孩，但是與周邊的關係不怎麼好。只有韩国非常熱切地尊称大哥敬语。
在竹林中與豆丁日本相遇，照顧並教授日本漢字過，但沒想到日本反發明假名作為文字，對被稱呼是「日落之國」大怒。軍服背後有刀疤，似乎是日本所致。但角色沒有明示過。
非常的弟妹控，喜歡周邊日本、韩国、台湾、香港多依賴着他，台湾和香港尊称「老師（せんせい / 先生）」，澳門使用「Mr.」來稱呼；但是不知為何對越南却没有表現特別的交集。也對西藏（動畫裡改爲了一隻大熊猫）說自己是日本的大哥，但是日本遲疑了很久很久才同意。目前與日本的關係恢復不少，偶爾在經濟合作上會产生些许不协调。
據說認識羅馬帝國，但同樣角色沒有明示過。
是個美食家，也非常熱衷於賺錢，在全世界都有自己的別墅，爲了吃醉蟹上海蟹料理，而在會議上遲到很久。當流落荒島的曾經為賺錢賣煎餃。也向吃垃圾食品的美國傳授了医食同源的道理
吃饭的礼节有一大堆，曾令日本感觉料理明明特别好吃，但是总觉得比较累。
動畫中曾經有很多人借住在家裡，被迫不停的燒菜忍無可忍的爆走到處破壞房體並不停地以用頭敲牆的方式。對英國仍有很大的怨恨到句尾口頭禪會變形。
與俄羅斯關係微妙，曾經被穿著熊貓裝的俄羅斯偷襲。但最近在西方国家面前，中国和俄罗斯又常常一起出现。
曾經因為美國畫了比例失常的肖像畫而決定由自己來畫肖像畫，畫成了不明的美女。
對於他人理解的自己只有中國武術高强、太極拳和中華料理表示反駁，目前極力致力於熊貓外交。
暴走的时候非常可怕，曾经僅僅憑藉著一隻中华铁锅和一條勺子就打敗了拿著手槍的德國和拿著日本刀的日本（共四次）。
會擅自在Made In China的點心或零食包裝袋上標上文法錯誤的日文。
很喜歡玩偶，曾經為了他的上司（一條綠色的龍）在日本送給中國的Hello Kitty上用毛筆畫上嘴巴而大發脾氣，並且不停地用玩偶敲擊上司的頭。(結果變爲了Kitty的山寨貨Gitty。)
於後背背著竹籠，竹籠里裝著PANDA；擔任的樂器是二胡
在作者製作的遊戲中的職業是商人（不是戰鬥人員，而是作為販賣物品的NPC出現。）
於中得到的禮物是盜版哆啦A夢和文房四寶（筆、墨、紙、硯），包裝的花紋是粉紅色底帶有白色和紫色的櫻花圖案（動畫裡改為綠色緞帶和沒有花紋的純黃色的底色）的布袋（其他人都是禮盒）。
於裝扮的鬼怪是清朝的殭屍。
於作者繪製的2011年萬聖節系列短漫中，打扮成孫悟空，並和台灣、香港還有澳門一起出場。
角色歌為和。
在動畫第五季 W學園中和法國、土耳其一起參加的是美食部，活動內容為做美食、吃美食、愛美食，另外美食部禁止英國進入。
說話有「ある」和「よろし」的結語詞（讀成和，譯作「啊嚕」和「即可」），遇到英國時結語詞會變成「あへん」（讀成，就是鴉片的意思，譯作「啊哼」或「唄」）。
「阿魯」其實是日本人對北京話「兒話音」的日語讀法，因為日語中沒有「er」的音調，所以使用最接近的「a ru」來代替；但其實日語的「ru」是讀成「ɺu」(齒齦後邊閃音)，所以聲優在讀的時候，和現實中的中文汉语完全不一樣。

## 其他國
其他國指義呆利 Axis Powers裡除了主要國以外的國家

### 歐洲
歐洲指義呆利 Axis Powers裡除了主要國以外的一部份位於歐洲的其他國家。

#### 南歐
義大利（南）
- 羅維諾·瓦爾加斯（Lovino Vargas）
- 女版名称：恰拉·瓦爾加斯（キアーラ・ヴァルガス，Chiara Vargas）
- 全稱：義大利共和國（一战和二战时为義大利王國，另有從1943年成立直到1945年解散滅亡的意大利社会共和国）
- 英文：Italian Republic / Republic of Italy
- 官方語言：義大利語
- 首都：羅馬
- 國花：雛菊
- 國鳥：燕子
- 資料

1. 身高：小於172cm
2. 生日：3月17日
3. 軍服：土黃色軍服，配有黑色襯衫和白色領帶。
4. 便服：黃色西裝＋藍色襯衫
5. 頭髮：棕色
6. 眼睛：棕色棕黃色
7. 配音員：浪川大輔；幼年配音員：金田晶
8. 口頭禪：「離我弟弟遠一點，去死吧！你這個馬鈴薯肌肉男！」、「西班牙─！快來救救我──！！！」、「你這個混蛋！」「啊啊！！是法國啊！！！你這混蛋快保護我啊！」

原作名字則來自墨索里尼么子羅馬諾。但作者曾經說過更喜歡羅維諾這個名字。
最喜歡蕃茄跟披薩，是北義大利的哥哥，話語偏髒，是個從外表無法聯想的膽小、軟弱的愛哭鬼，和弟弟一樣喜歡女孩子。
西班牙撫養他時，曾要他好好學習西班牙語，遭嫌棄「你家的語言太難記了」。但看到比利時來拜訪西班牙時，在比利時問：「學西班牙語了嗎？」，他很快的用西班牙語說出：「親親～！」
兄弟間的關係不是很好，但有時候卻很依賴弟弟，遇到俄羅斯來他家訪問時，會故意把弟弟推到俄羅斯面前來保護自己。
向右上翹的呆毛是他的敏感點；扯他的呆毛會有發出「ちぎー（chi gi--）」的聲音。
因為長期與西班牙一起生活，所以文化、宗教都類似西班牙。又一次因為西班牙獲得世足賽冠軍，而請西班牙到他家的餐館裡吃飯，但是沒想到卻有很多海龜爬到他身上。
愛好是泡妞、種田、料理和午睡。很怕法國和英國，每一次都打不過，而需要德國來救他。
常常挑釁德國，用蕃茄或者馬鈴薯扔他的臉。有一次故意拿一個假鬍子比在德國臉上，以此來辱罵德國，但是德國說「從我這邊看起來你也好像長了鬍子。」，讓他無地自容。
平時在觀光景點賣農產品，面對德國觀光客會因為太害怕而把水果全部送給德國人。
因為長期受到黑手黨侵蝕的關係，造成了他現在的性格。也因為黑手黨的關係所以並不富裕，於是想到了扒竊的手法，曾經偷竊過日本觀光客的錢包。
於右手拿著橄欖，左手拿著番茄；擔任的樂器是鈴鼓。
於作者繪製的2011年萬聖節系列短漫中，打扮成小紅帽中的老奶奶，帶著墨鏡扛著槍枝出場，並被西班牙稱為「隱藏王牌」，立陶宛則說「終於有種最終大魔王出現的感覺！」。
角色歌為《おいしい☆トマトのうた》、《まぁなんとかなるぞ》
 西班牙
- 安東尼奧·費爾南德斯·卡里埃多（Antonio Hernandez Carriedo）
- 女版名称：伊莎贝尔·費爾南德斯·卡里埃多（イサベル・ヘルナンデス・カリエド，Isabel Hernandez Carriedo）
- 全稱：西班牙王國
- 英文：Kingdom of Spain
- 官方語言：西班牙語
- 首都：馬德里
- 國花：香石竹（康乃馨）
- 國鳥：紅雉
- 資料

1. 身高：177cm
2. 生日：2月12日(作者設定)
3. 軍服：土黃色軍服，領子處綁有蝴蝶結，配有黑色襯衫和綠色領帶。
4. 便服：黃色衣服（南歐田園風格）＋棕紅色背心
5. 武器：蕃茄、長斧
6. 頭髮：棕色
7. 眼睛：綠色
8. 配音員：井上剛
9. 口頭禪：「xxx＋呀～」、「Fusosososososososo～」

世界上第一個被冠予日不落帝國的熱情國度（自稱）。講話有關西腔。
葡萄牙的弟弟。
前歐洲海上霸主，在英國海盜與其殖民地的打壓下失去海上強國寶座。
個性陽光、熱情，大而化之的性格，很多悲觀的事都能以積極樂觀的心態來面對。異常的遲鈍，曾經只顧著煩惱南義大利的事情，絲毫沒有注意到法國的騷擾。
喜歡吃帶有蕃茄的任何料理，也喜歡吃西班牙鐵鍋飯或者火腿，習慣把甜食做成超甜。
曾抱怨國家特色除了佛朗明哥舞和鬥牛以外沒有其它特色。
當奧地利把南義大利讓給他的時候，他在當下以為奧地利是個好人，事後才發現奧地利只是懶得自己搞定不聽話的南義大利。雖然知道南義大利做家事根本沒有北義大利好，也細心的撫養他長大，甚至花大筆積蓄培養他。
有一次，南義大利想回老家，中途遇到法國的寵物—皮耶魯嘲笑和土耳其用刀威脅；他依然奮不顧身的前去救南義大利，以至於和法國吵了四次架，還被土耳其打得很慘。
和法國是有時吵架有時要好的惡友。加上普魯士為常常混在一起的惡友組。
在南義大利被英國抓去的時候，卻拒絕了南義大利的求助，原因是被同盟國禁止與軸心國的任何國家接觸，爲了支付第一次世界大戰時的對法賠款，只能不停地摺紙做玫瑰花。
為了法國而出征要帶走北義大利，當時奧地利還對他說：「我不是要你小心交友了嗎？（指法國這個損友）」
在作者繪製的2011萬聖節系列短漫中，打扮成小紅帽中的獵人。
於右手拿著Amor（愛），左手拿著康乃馨；擔任的樂器是佛朗明哥吉他。
角色歌為《トマらない情熱~》、惡友組角色歌《ほとばしれ情熱日》
 希腊
- 海格力斯·卡布西（Heracles Karpusi）
- 全稱：希臘共和國
- 英文：Hellenic Republic
- 官方語言：希臘語
- 首都：雅典
- 國花：橄欖
- 資料

1. 生日：2月3日
2. 軍服：淡綠色軍服，配有黑色襯衫和白領帶白色貝雷帽
3. 便服：青藍色T恤
4. 武器：拳頭、貓軍團
5. 頭髮：深棕色
6. 眼睛：棕綠色
7. 配音員：高坂篤志；幼年：西口杏里沙

歐洲文明的發源地，年齡僅小於中國，是所有人物中第二老的國家。
頭頂上有一根分別向下彎的呆毛。
非常愛睡覺，即使在吵鬧的聯合國大會上，也會自顧自的睡著。
非常喜歡貓，養的貓的數量不可考證，多得足以成立一支軍隊。
擁有世界最長的國歌；是全世界性行為次數最多的國家，但據他的說法是內容很普通。
擅長思考哲學、政治和數學，很喜歡媽媽(古希臘)給他的思想和文化遺產。因為挖一挖院子就會跑出媽媽留下來的遺跡，所以一直沒辦法建設地下鐵與現代化的大樓。
拿手菜是橄欖料理。視發堀遺跡為終生事業。
對裸體天生免疫，在媽媽在世的時候經常舉辦裸體的奧運會，後來經過法國學習和改裝，變為了現代奧林匹克運動會。
身材很健美，有很多肌肉，面對法國想要脫他衣服的行為毫不在意，讓法國雖然一飽眼福，但是卻很失望。
最近為了阿爾巴尼亞會擅自跑到家裡來的事而感到有些困擾。
因為在歷史上不是自己侵略土耳其就是被土耳其佔領，所以異常討厭土耳其，雖然會因為周遭的意見而和好但馬上又會鬧翻。
與日本關係特別好，經常和土耳其爭搶日本；在養貓的方面和義大利、日本趣味相投，曾經爲了和日本比賽「生氣的樣子是怎樣的?」而和日本做出很多令人發笑的表情。
於頭和肩膀上是貓；擔任的樂器是里拉琴。
在作者繪製的2011萬聖節系列短漫中，被土耳其強迫抓去充人數。
 摩納哥（／Principality of Monaco）
- 配音：日笠陽子

挾在法國和義大利之間的迷你小國，外型留著長捲髮，右側帶髮夾，左側辮子上別著大大的紅色蝴蝶結，戴眼鏡的女性。
法國的義妹。
個性沉穩，但說話卻老氣橫秋。
玩撲克牌、賭博非常厲害。
因提案要保育黑鮪魚而被日本反對，但是受到中國、韓國、澳大利亞的支持。
在作者繪製的2011萬聖節系列短漫中，打扮成精靈，並和法國一起出場。
 梵蒂冈（／State of Vatican City）
僅出現描述，目前並無人物設定。
緊鄰義大利，在全世界公開承認的國家中面積和人口最小，由天主教教宗統治的宗教國度。
在World☆stars中被提到，對於商家將聖誕節看作賺錢的手段感到不悅。
 葡萄牙
- 全稱：葡萄牙共和國
- 英文：Portuguese Republic
- 官方語言：葡萄牙語
- 首都：里斯本
- 國花：薰衣草
- 配音員：梅原裕一郎

西班牙的哥哥，跟西班牙有著微妙的關係，和英國有緊密的關係也是澳門的盟哥。
長得跟西班牙相像但較為成熟，但多了一條小馬尾和淚痣。
性格與熱情的西班牙相反，懶洋洋且我行我素的，看著葡萄牙的消極模樣就會有打起精神的感覺喔。
目前只在World☆stars中出場。

#### 中歐
奥地利
- 羅德里希·埃德爾斯坦（Roderich Edelstein）
- 全稱：奧地利共和國
- 英文：Republic of Austria
- 官方語言：德語
- 首都：維也納
- 國花：雪絨花
- 資料

1. 生日：1868年10月26日
2. 軍服：白色歐式軍服+紫色手套
3. 便服：深藍色貴族服裝+白色貴族領巾
4. 頭髮：深褐色
5. 眼睛：紫羅蘭色
6. 配音員：笹沼堯羅；幼年配音員：金田晶
7. 口頭禪：「你這個笨蛋先生！」

喜歡咖啡、練習鋼琴和小提琴的貴族，平時的行為舉止和說話語氣都非常儒雅，但是遇到法國時會露出SM的一面（因為法國曾經到奧地利的家裡去偷拍奧地利的生活照，奧地利不能接受自己不是尊貴的樣子被外人所知道；法國還說貝多芬是法國人，更加了奧地利用音樂教室的教鞭抽打法國的慾望。）
心情不管是好是壞都是貴族少爺，在非常長一段的時間內是神聖羅馬帝國家的領導者，他的家族裡出現過比任何歐洲其他家族的人還多的皇帝；最然住在神聖羅馬帝國家裡，但是神聖羅馬本人也像豆丁北意大利如小孩般要聽從聽奧地利的話。
對於幼時的義大利非常嚴格，經常不准他吃義大利麵，並用腳踩北義大利的頭；但是當義大利聽他彈鋼琴時，卻會表現出極其溫柔的一面。
雖然一開始是為了戰爭而被創造的國家，也蠻族日耳曼的一支、在年齡上亦是德國和普魯士的哥哥，但是經過歲月的洗禮卻變得溫文爾雅；在政治上擅長『皇室聯姻』，一輩子結了非常多次婚，和匈牙利、法國、西班牙、瑞士、德國等都曾經是夫妻（夫夫）關係。
一開始匈牙利關係不是很好，甚至有被匈牙利揍過被瑞士背回家的經歷，但後來和匈牙利一起打敗過土耳其、並且組成過奧匈帝國，即使現在和匈牙利離婚了，兩人的關係以後也依然很要好。
看起來很闊綽其實頗節儉，和同樣節儉的瑞士是青梅竹馬，但是戰爭而分居兩地，不過兩人的節儉的好習慣卻一直沒有改變。有一次瑞士和列支敦士登去超市裡買起司，奧地利說要請他們吃飯，結果普魯士從草叢裡跳出來吐槽「這傢伙其實節儉到一個程度啦～哈哈哈哈～！」
和德國同居時，硬是要德國承認貝多芬是奧地利人而不是德國人；還會看不下去德國要丟掉破洞的內褲，因為不希望德國花錢買內褲、而讓德國繼續穿著已經被自己縫補過五次的老舊內褲，並且對德國說「再這麼浪費的話亨利三世會被你氣死的！！！」
因為看不下去德國把義大利拉入軸心國陣營而用鋼琴表達自己的憤怒，卻被德國說：「你的憤怒就是蕭邦嗎？」還在意大利、日本、德國漂流的小島上扮演海上鋼琴師。
擅長做各式甜點（尤其是薩赫蛋糕），對此德國表示：「雖然他不擅長做料理（指正餐），但是甜點卻能做的很美味。」
雖然在普魯士等國組成的「打爆奧地利」( 也就是惡友組 )之戰中，和英國是盟友，但是英國只是爲了揍法國才和他同盟（英國宗旨：法國的敵人就是英國的朋友。），等到英國教訓過法國以後，就拋棄了他。英國誇讚過他家裡的肉餐麵包很好吃，但是他本人卻說「這在我國只是一般庶民吃的食物。」，為此因而有點擔心英國家的飲食情況。
和波蘭和俄羅斯等東歐國家關係卻很好，曾經好幾次反對列強瓜分波蘭。
因為日本讀他的名字的日語讀音和澳大利亞很像，讓他很傷腦筋。
眼鏡代表的是奧地利的音樂性，拿掉的話會變得沒有音樂的靈性。
頭上有一根呆毛設定。(瑪麗亞采爾 Mariazell)
於《南瓜祭•スィジヅェアヘゥアシャオゥ（萬聖節•四季摺花咲）》裝扮的鬼怪是惡魔醫生
在作者繪製的2011萬聖節系列短漫中，打扮成公爵（?）,後又和匈牙利一起扮成囚犯
在動畫第五季W學園中參加的是音樂部，在音乐部中担任部长，普鲁士是捣乱的普通部员。
 匈牙利
- 伊麗莎白·海德薇莉（Elizaveta Héderváry）
- 全稱：匈牙利共和国
- 英文：The Republic of Hungary
- 官方語言：匈牙利語
- 首都：布達佩斯
- 國花：天竺葵
- 資料

1. 生日：1867年6月8日(奧匈帝國妥協憲章)
2. 軍服：藍綠色軍服+白色貝雷帽
3. 便服：黃底色、黑花紋洋裝+白色頭巾+白色圍兜
4. 武器：平底鍋
5. 頭髮：淡褐色
6. 眼睛：深綠色
7. 配音員：根谷美智子

右側帶著髮飾，長捲髮很個性很帥氣的女性。
前身是騎馬民族；據作者說是這部作品裡最有男子氣概的角色；年幼時認為自己是男性，但是和奧地利結婚以後漸漸地變為優雅的淑女。
非常有大哥氣場，曾經幫助過立陶宛，教導立陶宛認識周邊的土耳其、金帳汗國(欽察汗國)等敵人；幫助立陶宛躲過條頓騎士團（年幼時的普魯士）的攻擊，但似乎沒有成功。
和羅馬尼亞的關係惡劣到了極點。
因為跟奧地利在奧匈帝國時期做許多善事，所以很喜歡儒雅的奧地利先生。曾在奧地利王位繼承戰爭中僅僅憑藉著平底鍋就擊敗了普魯士，還爬到普魯士的床邊威脅普魯士把重要的地方還給她。
跟普魯士從小就認識，小時候常和普魯士一起打鬧。但是因為後來普魯士常欺負奧地利，所以討厭普魯士。
年幼時期時，始終覺得自己是男生。直到有一天對普魯士說自己的胸口痛，普魯士摸了她的胸口恍然大悟自己長久以來以為匈牙利是男生的誤會。但匈牙利卻完全毫無自覺。
和瑪麗女王的關係非常好，當奧地利被普魯士攻擊的時，她會挺身而出。
非常疼愛幼時的義大利，曾經把自己的洋裝送給義大利穿。不過其實早就知道義大利是個男生。
因是Gay片發源地而被譽為801大姊。似乎也真是腐女，曾波蘭說性取向怪怪的，這句話是匈牙利是腐女的其一證據。
頭上有髮飾設定。
於右手拿著辣椒，左手拿着平底鍋；擔任的樂器是tekeru（此歌詞上的樂器應為匈牙利揚琴cimbalom）。
於《南瓜祭•スィジヅェアヘゥアシャオゥ（萬聖節•四季摺花咲）》裝扮的鬼怪是惡魔護士
在作者繪製的2011萬聖節系列短漫中，打扮成王子，後又和奧地利一起扮成囚犯；打扮王子時曾問奧地利「我可以抱你嗎？」
在動畫第五季W學園中參加的是游泳社。
 瑞士
- 瓦修·茨溫利（Vash Zwingli）
- 女版名称：阿德萊德·茨溫利（アーデルハイ・ツヴィンクリ，Adelheid Zwingli）（海蒂〔Heidi／ハイジ〕為阿德萊德的暱稱型）
- 全稱：瑞士聯邦
- 英文：Swiss Confederation
- 官方語言：德語、法語、義大利語、羅曼什語
- 首都：伯恩
- 國花：火绒草
- 資料

1. 生日：8月1日
2. 軍服：深綠色軍服+白色貝雷帽+手動式步槍
3. 便服：淡藍色體恤+手動式步槍
4. 頭髮：鵝黃色
5. 眼睛：碧綠色
6. 配音員：朴璐美

性格嚴肅冷靜而且不受動搖的青年，說話的自稱是「吾輩」，看起來雖然很難相處，但其實人很親切，又喜歡照顧人；因為握有強大軍火和全世界的錢包使得其他國家不敢出手。
擁有強大的軍事力量，而且隨身攜帶槍械。
自家的領土因為是山岳地帶而在農業上先天不良，加上四周被強國包圍，而經歷過充滿苦難的歷史。
永久中立；不管是同盟國還是軸心國、只要未經允許隨便踏上瑞士的土地，還有如果沒在窗外放花草的話，可是會遭到無情的槍擊喔！在劇場版的時候也因為是永久中立國，在自己和列支敦斯登的國土有結界讓屁股痛外星人無法進入。
相當疼愛妹妹列支敦斯登，但兩人並沒有血緣關係。當初之所以會沒有利益條件的出手援助列支敦斯登，據本人說是因為。
和奧地利是青梅竹馬，不過目前兩人關係似乎沒有以前那麼好。
家裡生產著名貴的手錶。
生活比奧地利還要節儉，雖然家裡生產高級又美味的起司，但是他和列支敦士登做火鍋的時候還是選擇最便宜的起司。
對於明明不是中立國的日本總是不說出自己的意見特別反感。
歐洲少數幾個對實行共產主義的俄羅斯和信仰伊斯蘭教的土耳其不排斥的國家。
在作者繪製的2011萬聖節系列短漫中，打扮成威廉·泰爾。
在動畫第五季W學園中參加的是回家社。
 列支敦斯登
- 全稱：列支敦斯登
- 英文：Principality of Liechtenstein
- 官方語言：德語
- 首都：瓦都兹
- 國花：黄百合
- 資料

1. 生日：7月12日
2. 軍服：深綠色軍服+白色貝雷帽
3. 便服：粉紅色洋裝+藍色絲帶
4. 武器：無
5. 頭髮：鵝黃色
6. 眼睛：黑綠色
7. 配音員：釘宮理惠

受到瑞士保護的堅毅女孩，外表像個長不大的小女孩，但相當聰明能幹。
雖然依賴性比較強，但會清楚表達自己的意見。
原本是雙麻花辮，但因為想和哥哥的髮型一樣，所以將頭髮給剪短。
頭上有髮飾的設定。
在作者繪製的2011萬聖節系列短漫中，打扮成威廉泰爾的弟弟。
 波蘭
- 菲利克斯·烏卡謝維奇（Felix Łukasiewicz）
- 全称：波蘭共和國
- 英文：Republic of Poland
- 官方语言：波蘭語
- 首都：華沙
- 国花：三色堇
- 资料

1. 生日：7月22日（波蘭民族會成立之日，非國慶日）
2. 军服：草綠色军服+黑色紐扣
3. 便服：粉紅色襯衫
4. 武器：發動波蘭規則
5. 头发：淺金色
6. 眼睛：淺绿色（眼睛不喜歡張全開，眉頭總是深鎖）
7. 配音員：多尋一中
8. 口头禅：「發動波蘭規則，把你的首都變華沙！！」

年幼中世紀時期與立陶宛是親友關係，共同支配著中歐與東歐地區的波蘭立陶宛聯邦，不過基本上都是立陶宛聽他的話。由於貴族的腐敗導致衰弱，就算立陶宛被俄羅斯帶走，也擺出一副無所謂的樣子，關係漸行漸遠，近幾年才開始復交中。
原本是东欧的国家，但是因为版图的变迁，现在属于中欧的一员。歷經數度解體，卻又一次次如不死鳥般復活的神奇國度，另外國歌"波蘭絕不滅亡"因為聽起來很帥而聞名於世。
第一次看到瑞典搶奪芬蘭的時候是在愛沙尼亞的家裡，對強勢的瑞典把自己的反對情緒堅持到了最後，但還是把立陶宛當做擋箭牌推到了瑞典的面前談判。
表面上看起來總是不正經，但其實做事都有經過周密的考慮；個性樂觀率直，習慣以自我為中心表達意見，相當直率。初次見面雖然表面上看不出來但事實上相當怕生，喜歡裝冷靜但一講話就不知道他究竟是在講什麼。和他熟識後就會擺出國王的架子也是另一種辛苦。但是成為朋友後就會相當信任，跟進跟出，很有義氣，會保護朋友。
當法國和英國規勸他做好對付德國的准備時，他習慣性的轉移話題，造成法國和英國的誤解。以至於就算簽訂了互助條約也完全沒有起到效果。因為歷史上曾經好幾次打敗過德國和普魯士，所以雖然戰敗，但是一樣對德意志國家我行我素。
虔誠的天主教徒，喜歡吃自己製造的餅乾棒和玩源自于他家的拼圖。
和北義大利是被分割時工作上的朋友，波蘭說義大利是個好傢伙呢！相當嚮往義大利，還在國歌中加入對方的名字。
特別喜愛粉紅色。
相當的討厭共產主義，不想提起俄羅斯統治下的歷史，最喜歡的國家是義大利，認為自己是東歐中水準最接近西歐的國家，但是相當的不愛和別人打交道，因此保有中古時期的文化水準。
對於自己和別人的首都有莫名的憧憬。
不喜歡戴帽子。因為會壓壞頭髮。手機是黑色的摺疊機，行為類似的高中生。
不太會下西洋棋，但可以把很嚴肅的故事講的很好笑。
扮裝時穿著像女裝的男裝、講話語氣有名古屋女高中生的口音、語尾帶「XXXなんよ」或「XXXだし」的結尾詞；這些設定純屬作者個人興趣，與現實波蘭人無關。
在作者繪製的2011萬聖節系列短漫中，打扮成騎著馬的王子，但動物不准入場。
 捷克
- 全称：捷克共和國
- 英文：Czech Republic
- 官方语言：捷克語
- 首都：布拉格
- 国花：石竹 及 玫瑰
- 配音員：諸星堇

首次於World☆Stars第85話出場的角色。中短髮，頭上束著一個髮髻。
與斯洛伐克同時登場，認真，會先計算好才行動的女孩子。
小時候是長髮，綁著低雙馬尾。
較常穿長裙，有時會自稱「本小姐」。
曾因為國名是否要加連字號而和斯洛伐克爭執。
在World☆Stars第159話當匈牙利在發SPA的旅遊傳單時對於其比起推廣觀光，更像是賣肉的胡鬧廣告而感到火大。
因對於SPA小有名氣的匈牙利感到不爽而她宣稱自己才是SPA大國。
之後打電話給斯洛伐克要他選誰是SPA大國時，因斯洛伐克説「那我要選胸大的那個!」而氣到邊罵斯洛伐克「臭流氓!木魚腦瓜!」邊把新買的手機丟進河裏。
曾想改名為捷奇亞（Czechia）但被有過失敗經驗的奧地利勸阻。
1993年1月1日和斯洛伐克分離，是為天鵝絨離婚（捷克語:Zánik Československa）。
 斯洛伐克
- 全称：斯洛伐克共和國
- 英文：Slovak Republic
- 官方语言：斯洛伐克語
- 首都：布拉提斯拉瓦
- 国花：石竹 及 玫瑰
- 配音員：小林裕介

首次於World☆Stars第85話出場的角色。短髮，頭上有一條豎起來的呆毛。
與捷克同時登場，在做決定上比較被動，但是在一些奇怪的地方會堅持己見的男孩子。經常執着於國名而和捷克吵架，被路人説鬧離婚時，卻不承認。
會做出捷克的計算以外的事情。
曾因為國名是否要加連字號而和捷克爭執。
和捷克分離後，原本打算烤片吐司吃，卻因不知道怎麼用而吃着沒烤到位和放置多日的吐司。
據捷克所說，似乎對SPA很講究。
1993年1月1日和捷克分離，是為天鵝絨離婚（斯洛伐克語:Rozdelenie Česko-Slovenska）。

#### 東歐

##### 波羅的海國家
立陶宛
- 托里斯·羅利納提斯（Toris Lorinaitis）
- 全称：立陶宛共和國
- 英文：Republic of Lithuania
- 官方語言：立陶宛語
- 首都：維爾紐斯
- 國花：芸香
- 资料

1. 生日：2月16日
2. 軍服：深綠色军服+黑色紐扣
3. 民族服裝：白色刺繡藍紋上衣+無扣背心
4. 武器：无
5. 头发：深棕色
6. 眼睛：亮绿色
7. 配音員：武内健
8. 口头禅：「美國先生，是因為你長大了啊......」、「波蘭，你不快一點準備的話......」

與拉脫維亞、愛沙尼亞同為面朝波羅的海國家因此合稱，但彼此獨立不互相干涉。
被稱作騎士精神的發源地，性格非常認真有耐心到累積壓力的吃虧個性，下定決心後就會一股氣勢直衝向前！與外表形象落差的實力常叫人意外。曾為了同伴想太多緊張的胃痛，過去一度被冠上自殺率世界第一的不光榮稱號。
在幼年時就常被條頓騎士團企圖改教的栗子攻擊，巧遇匈牙利過來人的建議。也曾與受到韃靼人統治的俄羅斯相遇，當時還相當同情。
在與波蘭兩方的王聯姻而結識，轉為中世紀的大國波蘭立陶宛聯邦，合力擊退條頓，成為歐洲最後一個接受為基督教的。
被打敗聯邦解體之後有相當長久的時間成為俄羅斯帝國的一部分。面對俄羅斯的視線會感到戰戰兢兢特別小心，容易因害怕而不知所措，曾經太過直言遭殃，而當拉脫維亞說真心話會大聲中斷。在當大家庭生活時期，就明顯對普魯士的態度非常冷淡。
對於白俄羅斯特別在意，即使被凹斷手指仍將相處的時間稱為約會，私下說過「白俄羅斯小姐真可愛啊～」的話，不過白俄羅斯似乎不將他放在心裡。
在產業革命時曾到過美國家打工，協助倉庫掃除時聽美國說起英國的往事，語重心長的告訴美國已經長大了。
醬料上習慣放大量酸奶。愛買二手車，經常到越南家裡和她討論著快速賺錢的方法。
說話時對波蘭、拉脫維亞、愛沙尼亞、芬蘭以外的人都會使用敬語。
於作者繪製的2011年萬聖節系列短漫中，打扮成愛麗絲仙境中紙牌僕人，出面制止了白俄羅斯的挑釁。
與拉脫維亞和愛沙尼亞的角色歌為平和っていいな...
在動畫第五季W學園中參加的是合唱社，因為很忙而無法經常出席。
 拉脫維亞
- 萊維斯·格蘭特（Raivis Galante）
- 全称：拉脫維亞共和國
- 英文：Republic of Latvia
- 官方語言：拉脫維亞語
- 首都：里加
- 國花：黃百合
- 资料

1. 生日：11月18日
2. 军服：暗紅色军服+金穗肩章
3. 民族服裝：白色襯衫+深色背心
4. 武器：无
5. 头发：淡棕色
6. 眼睛：紫藍色
7. 配音員：多中一忠→釘宮理惠；廣播劇配音員：釘宮理惠
8. 口头禅：「俄羅斯先生......嗚啊哇哇...........」

與愛沙尼亞、立陶宛同為面朝波羅的海國家因此合稱，但事實彼此獨立不互相干涉。內向缺乏魄力、有些保守消極的愛哭少年，但只要給予鞭策就會做出優異的成果，穿的服裝像童話裡的小王子，愛好詩歌與言情小說。
幼年曾經輪番被瑞典、普魯士、俄羅斯佔領。和立陶宛關係不錯，也一起同居過。但討厭愛沙尼亞把責任嫁禍自己的行為，而和他關係惡化中。總是被捲入各樣的麻煩。
因為被作為供應糧食對象，在大家庭生活時期，意外被指派了許多工作，即使一邊哭還是完成了！雖然外表看不出來其實是個酒豪，曾經把俄羅斯倉庫裡的美酒喝光惹怒俄羅斯，但無意中太過直言的表達得到了反效果，而被用伏特加敲頭。也是唯一敢對俄羅斯直說，如果不是被壓頭應該會再長10公分左右!
因向西蘭誤擲鈴蘭認識西蘭，但總被他遷入麻煩。
於作者繪製的2011年萬聖節系列短漫中，打扮成愛麗絲仙境中的三月兔，被俄羅斯舉到頭上嚇個半死。
與立陶宛和愛沙尼亞的角色歌為平和っていいな...
在動畫第五季W學園中參加的是合唱社。
 爱沙尼亚
- 愛德華·馮·霍克（Edward Vonvock）
- 全称：愛沙尼亞共和國
- 英文：Republic of Estonia
- 官方語言：愛沙尼亞語
- 首都：塔林
- 國花：矢車菊
- 國鳥：燕子
- 资料

1. 生日：2月24日
2. 军服：深藍色军服
3. 便服：白色襯衫
4. 武器：无
5. 头发：淡棕色
6. 眼睛：青松石色
7. 配音員：高坂篤志
8. 口头禅：「俄羅斯先生，欺負弱者（指拉脫維亞）是不好的行為哦～」

與立陶宛、拉脫維亞同為面朝波羅的海國家因此合稱，但事實彼此獨立不互相干涉。給人的第一印象是帥帥的冷靜青年，實際上是奸詐精密計算的優等生和商人。
在民族上是芬蘭的親友，幼年也曾經待過丹麥和瑞典的家，經常和芬蘭一起舉行獨特的節日，極力公開表示非常想加入北歐圈，無論談歷史或經濟會很開心被分進去。和立陶宛的關係還不錯，和拉脫維亞則關係惡化中。
遇到俄羅斯就會發抖，不會直接的衝突惹惱俄羅斯，而是擅長嫁禍到拉脫維亞身上，會說出「在下幫您倒一杯水吧」藉故離開躲到厨房，留拉脫維亞面對俄羅斯的酷刑。
在一次誤會中曾經被俄羅斯所拿出來的「魔法小棒棒」(水管)嚇到尖叫。
擅長處理IT方面的事情，最近和印度的關係直線上升。
於作者繪製的2011年萬聖節系列短漫中，打扮成愛麗絲仙境中的柴郡貓，帶著養了很久的奇特生物一起參加
與拉脫維亞和立陶宛的角色歌為平和っていいな...
角色歌為 僕いかがですか？
在動畫第五季W學園中參加的是合唱社，被譽為合唱革命。

##### 斯拉夫姐妹
乌克兰
- 全称：烏克蘭
- 英文：Ukraine
- 官方語言：烏克蘭語
- 首都：基輔
- 國花：向日葵
- 资料

1. 生日：8月24日
2. 便服：白色襯衫+藍色吊帶褲
3. 武器：農叉
4. 头发：米色
5. 眼睛：淡紫色
6. 配音員：增田雪
7. 口頭禪：「我的上司對我下達了俄羅斯禁令，所以現在不能還你天然氣的錢!等姊姊我以後有錢了以後，一定會和你團聚的!!永別了，小俄!!!」

俄羅斯與白俄羅斯愛哭的倒楣姊姊，老是被俄羅斯牽連拖累，心底卻非常善良。昵称是乌姐。
拿著一把農叉，頭戴髮箍，喜歡擠牛奶和做牛奶餅乾。
小時候曾用一條圍巾和俄羅斯換到了基輔的繼承權。
致力於農業發展，很能吃，因為胸部大有肩牓痠痛的毛病，走路時胸部會發出、等谜之效果音，常被歐洲國家騷擾。（作者初期設定成愛哭鬼，胸部是正常尺寸。）
經濟窘迫，因交不起天然氣費而曾被俄羅斯停氣。但還是繳不出來。
很關心弟弟，並稱其為（小俄），其实两者关系非常不好，经常被弟弟断掉天然气。（实际上是仰仗地理位置拖欠天然气费用，导致她一家断掉，后面几个国家全部接收不到天然气，最后联合其他国家帮付天然气费这才摆平）。但是爲了儘快融入國際社會而被迫與其保持距離。
目前在歐洲聯盟中尋找朋友，但是卻一直沒有找到。
於作者繪製的2011年萬聖節系列短漫中，打扮成愛麗絲夢遊仙境中的瘋帽子，帶著騎上木馬的波蘭。
與白俄羅斯的角色歌為 アメとムチ（蜜糖與鞭子）。
同人名暱稱是冬妮婭／冬尼娜·阿爾洛夫斯卡婭／Tonia Arlovskaya（非正式名稱）。其它同人名暱稱有伊魯娜·契爾年科／イルーニャ・チェルネンコ／Irunya Chernenko（歐美同人名稱）、葉卡捷琳娜／Yekaterina、瑪利亞／マリア／Maria、索菲亞／ソフィヤ／Sophia、喀秋莎／Katyusha（歐美同人名稱）、奧爾加／Olga（俄羅斯同人名稱）。
在動畫第五季W學園中參加的是合唱社。
 白俄羅斯
- 娜塔莉亞·阿爾洛夫斯卡亞（Наталья Арловская（Natalia Arlovskaya））（娜塔莎〔Наташа（Natasha）／ナターシャ〕為娜塔莉亞的暱稱型）
- 全称：白俄羅斯共和國
- 英文：Republic of Belarus（原稱Belorussia，現稱Belarus）
- 官方語言：白俄羅斯語
- 首都：明斯克
- 國花：亞麻
- 资料

1. 生日：8月25日
2. 军服：無
3. 便服：藍色洋裝+白色圍裙
4. 敵人：美国+普鲁士
5. 头发：米色
6. 眼睛：紫灰色
7. 配音員：高乃麗
8. 口頭禪：「哥哥」「哥哥......我們合體吧......結婚結婚結婚結婚結婚結婚結婚結婚結婚結婚結婚結婚結婚結婚結婚結婚結婚結婚」

俄羅斯、烏克蘭身穿藍白色洋裝的妹妹，個性有點倔強，是個美人（俄羅斯親口承認）。
小時候與哥哥姐姐生活困苦，之後被硬生生分離。
喜欢俄羅斯到了白俄罗斯语都快忘记的地步，總以出人意料的方式去付出，沉重到令對方一看到她就哭出來，一直得不到回應的愛。唯一能讓俄羅斯感到恐懼。但是在不触及到哥哥的问题上，的确是能和外貌相配的冰美人。
在俄羅斯欺負東歐小國（其實只有拉脫維亞）時，會出面幫助。與立陶宛的关系很微妙。和姐姐乌克兰的关系不坏，但是她认为姐姐干扰了自己和哥哥在一起。
於本作者繪製的2011年萬聖節系列短漫中，打扮成愛麗絲夢遊仙境中的女主角愛麗絲。對上丹麥也毫不客氣的兇悍。
與烏克蘭的角色歌為 アメとムチ（蜜糖與鞭子）。

##### 巴尔干半岛
保加利亚（／Republic of Bulgaria）　
- 全稱：保加利亞共和國
- 官方語言：保加利亞語
- 首都：索菲亞
- 國花：玫瑰
- 配音員：井上剛

明明身為軸心國的一員，卻因為「看到他（北義大利）那張臉不由自主就......」跟著同盟國欺負北義大利。曾經在漫畫第一卷拿木棍敲擊北義大利的頭。
會創作奇怪的令人變得面目陰森的歌曲，但本人覺得唱了就可以打起精神來。
冷戰時期在俄羅斯家中勞作。跟羅馬尼亞是難兄難弟。
2011年萬聖節打扮成天使。
在2013年萬聖節拿出進擊的調查兵團衣服來，說是在日本訂做穿了會很帥氣，之後穿上以後就被羅馬尼亞說不行而被踩著屁股要脫下來，不過力氣不敵他就僵持在那邊，後來波蘭剛好經過，看到眼前的事情就幫忙羅馬尼亞拉下了他的衣服，保加利亞宣告著裝失敗。後來和羅馬尼亞借了衣服加減穿，似乎還是不放棄的樣子。
認為拿了木棍以後，就會感到熱血沸騰。
異常的喜歡優格。
有在點頭表示"不是"，搖頭表示"是"的習慣。
 羅馬尼亞
- 英文：Republic of Romania
- 官方語言：羅馬尼亞語
- 首都：布加勒斯特
- 國花：狗薔薇
- 國鳥：白鵜鶘
- 配音員：兒玉卓也

在單行本第四集出場的角色。頭上歪戴著小帽子，還有顆虎牙。
有點淘氣卻又因此迷人的男性，喜歡巫術、魔法等等的傳說。
曾覺得自己是意大利兄弟中的一員(即羅馬帝國的孫子)。
後來用塔羅牌占卜,卻只得出「死神」和「惡魔」這樣的結果。
與匈牙利水火不容到了極點。
弟弟為摩爾多瓦。
2011萬聖節打扮成惡魔。
在動畫第五季W學園中參加的是魔術社/魔法社，活動內容為夫婦圓滿魔法、戀愛咒語、某個帶著眼鏡額頭上有閃電傷疤的魔法師的cosplay、祈禱收成，以及其他種種。
 摩尔多瓦
- 全称：摩爾多瓦共和國
- 英文：Republic of Moldova
- 官方语言：摩爾多瓦語
- 首都：基希涅夫
- 国花：桃花

羅馬尼亞的弟弟，跟哥哥羅馬尼亞同樣有一顆小虎牙，頭上同樣歪戴著小帽子。
頭上有兩根像是小馬尾的呆毛。
穿著一套不太合身的咖啡色大衣，袖子比手更長。
很害怕俄羅斯。

#### 北歐
丹麦
- 全称：丹麥王國
- 英文：Kingdom of Denmark
- 官方語言：丹麥語
- 首都：哥本哈根
- 國花：冬青
- 资料

1. 军服：黑色皮質外套+紅色襯衫+黑色領帶+黑色軍帽
2. 便服：藍色體恤+白色水手服
3. 武器：巨斧
4. 头发：金色
5. 眼睛：藍色

- 配音員：下崎紘史
- 口頭禪：「我是北歐的王者！」

曾經的北歐霸王，身高八尺的前維京人。元氣滿滿的大哥，是個相當有趣的人，曾經是北歐的波羅的海霸主。
個性非常豪爽，不拘小節，講話有茨城腔。
喜歡童話和曲奇，想像力非常豐富。
很喜歡和自己從小一起長大的挪威。相信挪威也一樣把自己當作摯友看。
被挪威叫做あんこ（大哥，東北方言）但關係類似於同級生。
會間接無視不友好的言語（把不友好的言語轉換為和平的氣氛）
穿著紅色和黑色的軍服時會拿著一把巨大的斧頭。穿著水手服的時候，會把長袖的衣袖翻捲上去。
在北歐生產鏈中負責行銷。
在作者繪製的2011萬聖節系列短漫中，打扮成幽靈海賊。
與北歐各國的角色歌為北欧ファイブ!
角色歌為 楽しむっぺ!盛り上がっぺ!乾杯だっぺ!
在動畫第五季W學園中參加的是北歐社，活動內容為把整個學園收入手中，而每天提出上等家具的設計，一般來說是邊吃點心邊閒聊家具和抱負。
 挪威
- 全称：挪威王國
- 英文：Kingdom of Norway
- 官方語言：挪威語
- 首都：奧斯陸
- 國花：帚石楠
- 资料

1. 军服：黑色皮質外套+藍色帽子+藍色水手領結
2. 便服：藍色水手服
3. 头发：暗黃色
4. 眼睛：灰紫色
5. 配音員：岩崎征實

- 口頭禪：「雖然賣的東西很好，但是負責銷售的人稍微有一點煩人哪～」

配戴著十字髪杈，穿水手服，有根懸浮呆毛。是北欧裡唯一能够制服丹麦的人，
沉默性格、反應冷淡、又有些脫離塵世韻味的不可思議青年。
稱呼丹麥為「（意思是：大哥，日本東北（北海道）附近的方言）」，經常欺負丹麥，但當事人似乎毫無自覺。
因為冰島是弟弟所以很珍惜他。
喜歡吃和，會和日本一樣直接把生的海產吞下去，因此讓其歐洲覺得很不舒服。
和英國同樣看得見妖精，但是英國擅長的是詛咒，而他擅長的是召喚術。背後經常有一隻憨厚的綠巨人的幽靈殘像，有時會換成一隻很可愛的狼人（這隻狼人有時還會咬著他的頭髮）。
在北歐生產鏈中負責檢驗。
在作者繪製的2011萬聖節系列短漫中，打扮成幽靈船長
與北歐各國的角色歌為 北欧ファイブ!
角色歌為 うちは…しずか。～トロールといっしょ～
在動畫第五季W學園中參加的是北歐社，活動內容為把整個學園收入手中，而每天提出上等家具的設計，一般來說是邊吃點心邊閒聊家具和抱負。
 冰島
- 全称：冰島共和國
- 英文：Republic of Iceland
- 官方語言：冰島語
- 首都：雷克亞維克
- 國花：仙女木
- 资料

1. 生日：6月17日
2. 军服：咖啡色西裝+白色領結
3. 便服：淡藍色水手服
4. 武器：無
5. 头发：白米色
6. 眼睛：漸層深藍色
7. 配音員：淺倉步
8. 口頭禪：「你......在期待什麼？」

早上睡起來頭髮會往內捲的少年。外表很冷淡其實內心炙熱的不可思議少年。雖然家中覆滿冰雪，實際上是座火山島，家裡的溫泉業也十分興盛。遺傳到哥哥也是個相當奇幻的角色。
最近得了感冒而陷入財務危機，被拿出來拍賣後被俄羅斯收養，雖然對俄羅斯的用17億買下他的友好態度感到疑惑，但也逐漸懂得接受這份好意。
不過對於和他有同樣拍賣歷史的西蘭的親近態度，還是給予了很冷淡的回應。
養了一隻善知鳥，擁有黑色的肚子和蝴蝶結等跟其他善知鳥不同的地方，雖然長相很可愛，但只要遇到瑞典和北歐以外的人就會冒出類似流氓的語氣。
其實平常是看得到妖精的，但怕被當成奇怪的人而假裝看不到。
在作者繪製的2011萬聖節系列短漫中，打扮成幽靈水手
與北歐各國的角色歌為 北欧ファイブ!
角色歌為 来てみれば？ ～オーロラを越えて～
在動畫第五季W學園中參加的是北歐社，活動內容為把整個學園收入手中，而每天提出上等家具的設計，一般來說是邊吃點心邊閒聊家具和抱負。
 芬兰
- 提諾·維那莫依寧（Tino Väinämainen）
- 全称：芬蘭共和國
- 英文：Republic of Finland
- 官方語言：芬蘭語
- 首都：赫尔辛基
- 國花：鈴蘭
- 资料

1. 生日：12月6日
2. 军服：藍色雪地服+白色貝雷帽
3. 便服：藍色皮製制服
4. 头发：蛋黃色
5. 眼睛：蓝紫色（漫画），褐色（动画）
6. 配音員：水島大宙
7. 口頭禪：「瑞典桑～你聽我說啊～」、「我從芬蘭那裡給大家帶來聖誕禮物咯～」

樸素、溫和、努力的少年，穿著淡藍色軍服，背上有一隻大布袋，看上去很開朗，但其實很會碎碎唸。
傳說中聖誕老人的故鄉。聖誕節時會華麗的變身爲聖誕老人（在動畫版裡甚至還有專門的變身動畫），到全世界送禮物。
也喜歡桑拿和甘草糖，所以異常耐寒，和韓國關係非常不錯，經常一起做桑拿或者泡溫泉。
興趣是舉辦獨特的節日，在中會成可愛女神旁邊的女性小天使。
原本想要給自己養的狗取名為（特攻、炸彈小子）、（染血的花蛋）等，因而被瑞典給反對，最後在瑞典的勸導下，重新縮減名字為（日語中的玉子就是卵的意思，讀音也和卵是一樣，這樣做的目的是爲了比較好聽。）
個性如「如果你戳他的話，十次以內還會原諒你，但如果一直戳的話，將會受到十倍以上的報復」。
在北歐生產鏈中負責設計。
在作者繪製的2011萬聖節系列短漫中，打扮成骷髏海賊
於右手拿著聖誕禮物袋，左手握着繮繩；擔任的樂器是康特勒琴。
與北歐各國的角色歌為北欧ファイブ!
角色歌為 モイモイサウナ♪
在動畫第五季W學園中參加的是北歐社，活動內容為把整個學園收入手中，而每天提出上等家具的設計，一般來說是邊吃點心邊閒聊家具和抱負。
 瑞典
- 貝瓦爾德·烏克森謝納（Berwald Oxenstierna）
- 全称：瑞典王國
- 英文：Kingdom of Sweden
- 官方語言：瑞典語
- 首都：斯德哥尔摩
- 國花：歐洲白蜡
- 资料

1. 生日：6月6日
2. 军服：藍色冬皮衣+黑色警察帽
3. 便服：深藍色皮製制服
4. 头发：黃白色
5. 眼睛：灰藍色
6. 配音員：酒井敬幸
7. 口頭禪：「......................」、「喔。」、「嗯。」

沉默寡言，讓人摸不清他的想法。其實有著相當溫柔的一面，只是因為沒有表現出來而讓人覺得很冷漠。
在以前是個凶神惡煞的維京蠻族人，現在則成了世界首屈一指的福利國。
興趣是在IKEA裡買傢俱，有時候會因為找不到自己要的款式而在家裡親手造了一個自己想要的家具。曾經說過「芬蘭是我老婆」，但是被芬蘭本人否定了。
很害怕芬蘭會離他而走，但是似乎不太善於表達自己的情感，每次都被芬蘭誤解。
在拍賣中將西蘭得標買下來，因此被西蘭稱作「爸爸」。
視力非常差，因此要是沒戴那副高度近視的眼鏡就會用瞪的眼神，狠狠地看著北歐的其它角色們。
嫉妒心相當強，看見芬蘭跟別的國家（尤其是男性）在一起會吃醋。
在北歐生產鏈中負責製造。
在作者繪製的2011萬聖節系列短漫中，打扮成骷髏水手
於右手拿著阿夸維特白蘭地（Akvavit，斯堪的納維亞烈酒），左手拿着淡水龍蝦；擔任的樂器是尼古赫帕琴（Nyckelharpa是一種有鍵提琴，瑞典的國寶樂器）。
與北歐各國的角色歌為北欧ファイブ!
角色歌為 ん。
在動畫第五季W學園中參加的是北歐社，活動內容為把整個學園收入手中，而每天提出上等家具的設計，一般來說是邊吃點心邊閒聊家具和抱負。

#### 西歐
比利时
- 全称：比利時王國
- 英文：Kingdom of Belgium
- 官方語言：荷蘭語 、法語、德語
- 首都：布魯塞爾
- 國花：虞美人
- 资料

1. 生日：7月21日
2. 军服：奶油色襯衫+軍綠色吊帶褲+褐色靴子
3. 便服：奶油色洋裝+格子裙
4. 头发：黃金色,巧克力棕色
5. 眼睛：綠色
6. 配音員：中村繪里子
7. 口頭禪：「姊姊我啊～有很多好吃的菓子哦～～!」

荷蘭的妹妹，盧森堡的姊姊。世界上有名的製造美味可口西點的國家，同時也是喜歡吃甜點的美食家。
頭上綁著緞帶。脑后紮有大大的蝴蝶结，身材高挑。
兒時家中極富有，是造成哥哥荷蘭日後視錢如命個性的原兇。
曾和西班牙同居過，後在西班牙王位爭奪戰中被奧地利帶走。
開朗熱心，認真親切，有保姆感的大姐姐，但一生氣起來很恐怖，明明擁有出眾的長相，但服裝樸素，一點也不希望出風頭。
最喜歡的東西是巧克力，在製作黑巧克力的時候，會叫德國來幫忙。
但是當德國惹惱她的時候，她卻表現出平時難得一見的一面，曾經用白巧克力的禮盒打跑了前來進攻的德國。
於右手拿著華夫餅，左手拿着巧克力；擔任的樂器是薩克斯風。
在作者繪製的2011萬聖節系列短漫中，打扮成小紅帽。
 荷蘭
- 全称：荷蘭王國
- 英文：Kingdom of the Netherlands
- 官方語言：荷蘭語
- 首都：阿姆斯特丹
- 國花：鬱金香
- 资料

1. 身高：190cm
2. 生日：7月21日
3. 便服：深藍色大衣+紅色上衣+藍白相間的圍巾
4. 武器：騎士劍
5. 头发：黃金色頭髮束起來，看似火焰造型
6. 眼睛：綠色
7. 配音員：峯暢也；幼年配音員：西口杏里沙
8. 口頭禪：「世間唯金錢乃吾之所欲。」

比利時與盧森堡的哥哥，曾是歐洲的海上強權，以發達的海運和經商策略而擁有許多殖民地。但是工業革命後為英國所取代。
沉著冷靜，帶有成熟味道的男人，嘴裡有時會叼著一支菸。
從小生活貧苦，自從見到妹妹比利時家中富麗堂皇的景象，受到極大驚嚇，而變的視錢如命，長大開始很努力賺錢，多以便宜的價格大量購買之後再以高價賣給別國。
為了賺錢，即使正在和西班牙打仗，也會不分敵我，賣物資給敵方，但也要對方出高價才行。
和德意志一樣，不喜歡別人弄髒廚房，會把家中庭院整理得很乾淨。
和土耳其一直在爭奪「鬱金香之國」的名號。曾把芬蘭和瑞典在美洲建的別墅全部搶走。
足球踢得非常好。
貌似和英國和法國關係不太好。因為歷史原因很討厭西班牙，但近期已釋懷，和波蘭與立陶宛關係頗好（因為糧食從他們那裏低價買進，再高價賣出）。
和日本在園藝、造景、盆栽上趣味相投，在日本鎖國的時候，兩人極要好，因而日本家中當時有所謂的蘭學。
於與比利時一起合唱。
在作者繪製的2011萬聖節系列短漫中，打扮成小紅帽中的大野狼。
 盧森堡（／Grand Duchy of Luxembourg）
- 全称：盧森堡大公國
- 英文：Grand Duchy of Luxembourg
- 官方語言：盧森堡語 、德語、法語
- 首都：盧森堡市
- 國花：月季
- 生日：6月23日
- 配音員：八代拓

荷蘭及比利時的弟弟。
養了一隻小狗名叫貝魯傑。
右眼時常被頭髮蓋住，有著平易近人的性格。
第一人稱是在下，說話用詞很有禮貌，會時不時帶點方言腔（金澤腔）。
工作似乎非常忙碌，因此無法和荷蘭等人一同參與萬聖節活動。
在作者繪製的2013萬聖節系列短漫中，成為萬聖節裝扮MVP。

### 美洲

#### 北美
加拿大
- 馬修·威廉斯（Matthew Williams）
- 女版名称：瑪格莉特·威廉斯（マガレット·ウィリアムズ，Margaret Williams）（梅格〔Meg／メグ〕為瑪格莉特的暱稱型）
- 全称：加拿大
- 英文：Canada
- 官方語言：法語、英語
- 首都：渥太華
- 國花：楓葉
- 资料

1. 生日：7月1日
2. 军服：白色熊皮棉襖+滑雪眼鏡
3. 便服：淡藍色襯衫+眼鏡
4. 武器：無
5. 头发：黃金色
6. 眼睛：紫色
7. 配音員：小西克幸
8. 口頭禪：「（小聲）我是加拿大唷...」
9. 角色歌：カナダまるごと紹介記

頭上有一根向右翹，彎了一圈角度的呆毛。
悠閒、老實而穩重的青年。
總是與名為熊二郎的北極熊一起出現，然而總是互相忘記對方的名字。
總是被忽略，甚至被忘記其存在。
生活極為悠閒，和美國打棒球時被美國笑出球太慢，而後之後不滿的用拳頭攻擊美國時，也被美國笑打的太慢又軟綿綿，根本毫無力道。曾經出席Ｇ８會議時，醒來時發現已經中午，慌張趕到會場，但Ｇ８會員國卻沒人知道他是誰。
每次都被古巴誤認為美國，對其惡言相向而苦不堪言。
即使是在美洲也受到英法情結的困擾。
不喜歡被和美國搞混，總是使用各種方法宣傳加拿大。曾經在額頭上畫上國旗圖案，嘗試證明自己和美國的不一樣，卻被美國用其國旗圖案蓋掉。
有時候會有被美國欺負的感受，每當想要反擊時，卻總是在被美國脅迫下無奈收場；但其實是唯一可以把美國罵哭的人。
討厭紛爭的性格被歐洲各國貼上「年老成為爺爺後最想去的國家」。
討厭照顧人，但只要有人在身邊就很安心。
喜歡楓葉和冰淇淋。
與美國是雙胞胎兄弟（作者在動畫第三季第一話曾提及此事），也是唯一一個可以把美國弄哭的人。
生起氣來是會翻舊帳的類型
在作者繪製的2011萬聖節系列短漫中，擔任美國的代理主持人
在動畫第五季W學園中參加的是加拿大社，特色是穿著加拿大T恤和吃著塗滿楓糖漿的薄煎餅、眺望群山喝著咖啡烤著棉花糖，幸福美滿地活動著。日本形容如同人退休後的完美生活

#### 中美
古巴
- 全称：古巴共和國
- 英文：Republic of Cuba
- 官方語言：西班牙語
- 首都：哈瓦那
- 國花：野薑花
- 资料

1. 生日：5月20日
2. 军服：無
3. 便服：黃色夏威夷襯衫+花圈
4. 武器：手刀攻擊
5. 头发：黑金色
6. 眼睛：黑色
7. 配音員：高橋廣樹
8. 口頭禪：「美國！你又來了......！！（實為被誤認的加拿大）」

熱情而豪爽的大叔。
喜歡冰淇淋和糖。
雖然不喜歡美國，但對加拿大好像感覺不錯。
但事實上，每次見到加拿大的時候，第一反應都是把他錯認爲美國。
在作者繪製的2011萬聖節系列短漫中，打扮成兔女郎。

#### 南美
秘魯（／Republic of Peru）
- 全称：祕魯共和國
- 英文：Republic of Peru
- 官方語言：西班牙語 、克丘亞語、艾馬拉語
- 首都：利馬
- 國花：向日葵
- 生日：7月28日

喜歡仙人掌和抹香鯨的青年，目前只有人物設定。
 （／Republic of Ecuador）
- 全称：厄瓜多共和國
- 英文：Republic of Ecuador
- 官方語言：西班牙語 、奇楚瓦語
- 首都：基多
- 國花：白花修女蘭
- 國鳥：大兀鷲
- 生日：8月10日

抱著烏龜的青年，目前只有人物設定。

### 亞洲

#### 西亞
土耳其
- 塞迪克·阿特南（Sadiq Adnan）
- 全称：土耳其共和國
- 英文：Republic of Turkey
- 官方語言：土耳其語
- 首都：安卡拉
- 國花：鬱金香
- 资料

1. 生日：10月29日
2. 军服：無
3. 便服：黃色衣服和紅色西班牙背心+紅色墨西哥大帽子
4. 武器：阿拉伯彎刀
5. 头发：黑色
6. 眼睛：琥珀色
7. 配音員：藤本隆宏
8. 口頭禪：「哈哈哈哈哈!」

個性豪爽直率，有著江戶說話語調。
喜歡甜食和洗澡的面具大叔，面具底下是留著鬍渣的臉龐。
喜歡的食物是Asure（看起來像冰凍八寶粥的古老甜品）。
青年時期曾進軍歐洲，劫掠過當時的南意大利與巴爾幹半島，想把伊斯蘭教傳到整個歐洲，所以成為了整個歐洲的敵人。後在1683年維也納之戰中被波蘭立陶宛聯邦、奧地利與神聖羅馬帝國組成的聯軍所阻擋，並被奪回匈牙利南部。
曾是個跨越歐亞非三大洲的大國，曾和幼年時期的希臘同居過。
因曾經受過日本的幫助，而與日本的關係不錯。
現在與希臘關係非常差，兩人的關係發展到了一見面就吵的地步，不管什麼事都會與他競爭。
因為一直處於似乎能加入歐盟而一直無法加入的狀況，已經鬱悶到一個快抓狂的地步。
在作者繪製的2011萬聖節系列短漫中，打扮成神燈精靈。
曾被義大利打。
於右手拿著歐洲，左手拿着亞洲；擔任的樂器是土耳其嗩吶（zurna）。
在動畫第五季W學園中參加的是美食社，活動內容為做美食、吃美食、愛美食，另外美食社禁止英國加入。
 賽普勒斯（／Republic of Cyprus）
- 全称：賽普勒斯共和國
- 英文：Republic of Cyprus
- 官方語言：希臘語、土耳其語
- 首都：尼古西亞
- 國花：賽普勒斯仙客來
- 生日：10月1日

1. 配音員：黑澤壽樹；幼年配音員：中村繪里子

從小就認識土耳其和希臘，長大後與兩人關係也不錯。期望希臘與土耳其能和好，做了象徵兩族和平相處的國旗。
吐槽希臘「原來你們（希臘和土耳其）是能一起洗澡的關係啊！」
曾出現在廣播劇CD和第五季動畫中。
 北賽普勒斯（北キプロス／Turkish Republic of Northern Cyprus）
- 全称：北賽普勒斯土耳其共和國
- 英文：North Cyprus Republic of Turkey
- 官方語言：土耳其語
- 首都：北尼古西亞
- 生日：11月5日

僅於收集卡、廣播劇CD出場。
講話語氣平淡，被觸怒時的毒舌足以弄哭西蘭。

#### 東亞

- 任勇洙
- 全称：大韓民國
- 英文：Republic of Korea
- 官方語言：韓語
- 首都：首爾
- 國花：木槿花
- 资料

1. 生日：8月15日(韓國光復節)
2. 军服：無
3. 便服：深藍色上衣和腰帶+白色下襬的韓服
4. 武器：無
5. 头发：黑色
6. 眼睛：黑色
7. 口頭禪：「XXX的起源，可能是我哦～～☆」、「〇〇〇的起源，就是我啦～!」、「其实这个的起源啊......是我哦～?」

被西方人稱為『隱士之國』的神奇國度。頭上的呆毛向上反捲，而且擁有和本人一樣的表情。
是東亞一組的第二長輩，年齡比日本大（在作者部落格《韓國特輯》中有提到：日本說過『我承認韓國歷史的確比日本長，但是這並不能構成我國的各種文化、歷史、音樂、美術、建築、料理、武道、茶道都是起源於你家的理由啊......。』）。
喜欢把「xxx的起源是我」放在口中，日本對這個舉動感到很無奈，但是中國卻對此事反感到極點。
對別人有禮貌（但是面對日本的時候卻會一直說有關『起源』的問題，甚至連和日本一起泡溫泉的時候也說『溫泉的起源也是我韓國啦～！』）；從古至今的都非常尊敬長輩，所以對於比他年長的中國會親切地叫「大哥」、并且使用敬語，但是中國卻認爲他把中國叫成『大哥』的做法、不是很切合實際。
雖然說自己討厭中國，但一看見中國會非常高興的賴上去，而且一直認為中國對自己非常好。
異常喜歡吃、擅長做泡菜，認為泡菜是世界上最美味的食物。他異常喜歡泡菜的程度讓法國很無奈，甚至會加入火鍋、年糕、炒麵等等菜肴裏，來增加美味。
愛乾净。喜歡做按摩和泡溫泉，曾經趁中國和日本做按摩和泡溫泉的時候，摸了他們的胸部和屁股。 　　
擅长拍摄韓劇和製作線上遊戲，最近經常和中國一起去加拿大留學和移民。
似乎很喜歡加拿大，但最愛的還是上網和玩電動。 　
有强烈的小中華思想；語尾會加上「だぜ（da ze）」；因为歷史的原因，和日本水火不容到了極點，目前兩人之間處於惡化狀態。
在作者繪製的2011萬聖節系列短漫中，打扮成韓國古代的戰士
動畫版封殺問題
因為日本單方面的漫畫和動畫沒有經過協商，就把韓國的『起源』作為角色口頭禪；引起韓國民眾的不滿和抗議，認為損害國家形象，甚至寫恐嚇信去威脅電視台。
後來爲了避免產生更嚴重的問題，在動畫版中雖然停用该人設，不過出於對所有漫畫角色的公平起見，故讓韓國在結尾曲中露过一小面。但是在劇場版中又取消登場，具體原因不明。
 中華民國→ 臺灣
- 林曉梅／林乙玲（作者取的兩個備選用名，目前尚未決定。）
- 全称：中華民國（曾在國際上廣泛代表「中國」，1945年至1971年為聯合國的中國代表（中華民國大陸時期於1912年建立至1949年中華民國政府遷台，喪失對中國大陸的統治），現實際控制台澎金馬的政權）
- 英文：Republic of China
- 官方語言：華語
- 首都：臺北
- 國花：梅花
- 资料

1. 生日：10月25日（台灣光復節）
2. 军服：無
3. 便服：粉紅色長襖，白裙
4. 头发：黑棕色
5. 眼睛：黑棕色
6. 配音員：甲斐田幸
7. 口頭禪：「……唷～」、「……捏～」

在單行本第二集被介紹，第四集正式出場。在動畫第五季11集和第六季19集中短暫出現。
戴一朵梅花髮飾，有時戴一側、有時兩側都戴。（梅花，有時是作者隨意畫的花朵，品種不明。)
穿著綴滿白色亮珠的粉紅色民國女服，擁有捲曲形狀的呆毛，為全人物最長的呆毛。
個性強悍、打扮時髦的女孩，擁有強烈的女性意識，即使引人注目也毫不在乎，但是最近令她煩惱的事總是接連不斷。
不相信不好的占卜結果，擁有積極開朗、容易相處的個性。
廚藝非常好，是一個美食家，專長是做出便宜的美味料理。
與香港，澳門两个人物十分友好。
很喜歡日本的「卡哇伊文化」。
在中國的迷你廣播劇「亜細亜と西洋の祭り」中幫中國治療骨折，中國因此慘叫。
稱呼中國為「老師（せんせい / 先生）」。
家裡的溫泉至少有100個以上，喜歡小動物。
在作者繪製的2011萬聖節系列短漫中，打扮成藍澤光，並拿加了生命力超強生物的腿的中藥給中國吃。
角色歌為「ぽいぽいぽい（POi POi POi）」，也從角色歌和廣播劇裏可以看出台灣與中國大陆的關係並不算太壞。

#### 東南亞
越南
- 全稱：越南社會主義共和國
- 英文：Socialist Republic of Vietnam
- 官方語言：越南語、法語
- 首都：河內
- 國花：荷花
- 资料

1. 生日：9月2日
2. 军服：無
3. 便服：兩側開岔較高的綠色長越南奧黛+白色長褲+斗笠
4. 武器：船槳
5. 头发：黑色
6. 眼睛：黑色
7. 配音員：無
8. 口頭禪：無

在頸子處上端紮著下垂的長馬尾，身穿越南旗袍並戴斗笠。
歷史中有著許多強勢的女人，而自己也是樸素剛毅。
在單行本第四集和台灣一起登場。
於作者繪製的2011年萬聖節系列短漫中，打扮成 TOPIO（页面存档备份，存于），是萬聖節扮裝派對的優勝者，獲得獎盃和美國贈與的遊戲。
在2011聖誕特輯得知其實不懂笑，但看見泰國惹笑的衣服後卻笑了起來。
在2013萬聖節系列短漫中，剛出場時用斗笠反戴在臉上遮住，結果遇到打扮成日本鬼的台灣和澳門並認出，並從和台灣的對話得知，自己被台灣設計而打扮成小日本。
 泰國
- 全稱：泰王國
- 英文：Kingdom of Thailand
- 官方語言：泰文
- 首都：曼谷
- 國花：睡蓮
- 资料

1. 军服：無
2. 便服：灰色帶寬袖的襯衫+眼鏡
3. 武器：無
4. 头发：黑色
5. 眼睛：黑色
6. 配音員：無
7. 口頭禪：無

戴著眼鏡，臉上常掛著微笑的溫和青年。
語癖是在說話前有「ARAI-NA～」、「～ですね」、「～なのですか」的腔調。自稱為「自分」（相當於「自己」），很重視朋友跟家族。
做出來的料理不是很甜就是很辣，但非常好吃。很多地方都非常粗心大意。
真的想好好做事的時候卻又很莽撞，平常幾乎都是悠悠哉哉，但會做超乎想像的狡猾外交。不過100分鐘裡有99分鐘左右都是鬆軟悠哉的樣子。爲了逃脫法國、英國的殖民，所以加入了軸心側參戰，少數保有獨立的亞洲國家之一。
養了一隻象叫TOTO。和冰島那隻語氣凶暴的鳥不一樣，是一隻有著「なのね～」、「なんだったのね～」的鬆軟軟腔調的象。因為被疼愛過頭了所以有點肥胖症，不過泰國還是很愛牠。
戰後為了中國和越南家的孩子們送來了大象跟大量的米。
在動畫第五季W學園中參加的是愛象同好社
 菲律賓
- 英文：Republic of the Philippines
- 全稱：菲律宾共和国
- 官方語言：他加祿語、英語
- 首都：马尼拉
- 國花：茉莉花
- 生日：6月12日

 马来西亚
- 英文：Malaysia
- 官方語言：馬來語、英語
- 首都：吉隆坡
- 國花：大紅花
- 生日：8月31日

 印度尼西亞
- 全稱：印度尼西亞共和國
- 英文：Republic of Indonesia
- 官方語言：印度尼西亞語
- 首都：雅加達
- 國花：茉莉花
- 生日：8月17日

 新加坡
- 全稱：新加坡共和國
- 英文：Republic of Singapore
- 官方語言：英語
- 首都：新加坡
- 國花：蘭花
- 生日：8月9日

帶著一頂貝雷帽並穿著海軍服的男孩，在最新一話世界☆星有出現

#### 亞洲其他地區
蒙古国
曾經是在13世紀統治過大部份亞洲地區（包括：中國、俄羅斯、朝鮮、土耳其等），但是後來急速沒落的國家。
雖然是蒙古族人，但是卻穿著清朝的滿族打扮，並戴著眼鏡。
日本對蒙古透過朝鮮攻擊日本的事很在意。
 朝鮮
只是在蒙古西征時提到過的人物，目前作者沒有任何說明。
所以不能確定指的是現在的北韓還是古代的高麗國。
可能是韓國的姐姐。

#### 南亞
印度（インド，India）
- 配音員：曾我部雅久
- 生日：8月15日(自英國獨立)

在愛沙尼亞上網時提到過的國家，似乎比愛沙尼亞更加擅長IT產業，擅長數學議論，是個多語系電影大國。
曾被英國帶走，所以有著和英國一樣粗的眉毛。額頭中心畫有一顆吉祥痣，會講出很不可思議的英文。
家裡的恐怖電影會在演到一半時突然跳舞，也會在歡樂的時候下雨。
World☆star195話中，在過去幫為因美國獨立加上被歐洲圍攻而昏倒的英國進行治療(在英國周圍放上值錢的東西，再把紅茶包塞進他嘴裡)。
在2011萬聖節出場和普魯士一起跳舞，並認為對方能在短時間進步許多非常厲害。
與俄羅斯關係很好，和中國是競爭對手的狀態。
在動畫第五季W學園中參加的是愛象同好社。

### 非洲

#### 北非
埃及（／Egypt）
- 古夫塔·穆罕默德·哈桑（Gupta Muhammad Hassan）
- 生日：2月28日

和希臘一樣，常常在挖掘時發現母親的遺跡，所以還不太能建造現代化事物。
對本國的文化與歷史相當自豪，即使在受異國統治時也能保留下自己的文化。
謎一般的青年。重視家人，無所謂主義者。據說很健談，但在故事裡很少說話。
曾因為北義大利興沖沖的跑來攻擊而用一根樹枝將對方打跑。
在作者繪製的2011萬聖節系列短漫中，打扮成阿拉丁

#### 東非
塞舌尔
- 生日：6月29日
- 配音員：高本惠

遊戲的女主角。
飄浮在印度洋上、被稱為「最後的樂園」的美麗前英國領地島國。
小麥色皮膚，黑髮，用紅色蝴蝶結扎著兩根馬尾的南國少女。
個性大方脫線，也有點輕微懶散。
食物自給率是零，有令人苦惱的極高物價。
但因為受到法國跟英國的照顧，所以依然打算悠閒度日。
說話夾雜法語、英語還有各種語言的神奇少女。
在作者繪製的2011萬聖節系列短漫中，打扮成虎克船長
角色歌為こちらセーシェル★バカンス島

#### 西非
喀麦隆（／Republic of Cameroon）
服裝是足球衣，戴了眼鏡，理了個乾淨俐落的平頭右側還剃了個十字。
養了一隻叫做KOKOLO的小獅子，牠還是從格拉斯哥藝術大學畢業。
在作者繪製的2011萬聖節系列短漫中，不知道該扮成什麼，但後來由他的寵物小獅子熬夜設計出一套看似像機械戰士服裝，而且還能噴出火焰，而驚動全場。但被立陶宛形容是世紀末般的裝扮。

### 大洋洲

- 配音員：淺井慶一郎
- 生日：1月26日

鼻子上貼著OK繃的青年。
曾被英國統領，所以無可避免的有著粗眉詛咒。
抱著一隻表情十分凶惡奸詐的無尾熊和一對袋鼠母子。
喜歡俄羅斯的鱈魚，討厭日本的捕鯨行為。
髮型近似於奧地利，頭上有兩根呆毛，生氣的時候會豎起來。
小時候成長速度超快,初見加拿大時,樣子看起來已經很像12歳青年。
在作者繪製的2011萬聖節系列短漫中，打扮成綿羊君
在動畫第五季W學園中參加的是游泳社
 新西兰
- 配音員：前田聰馬
- 生日：2月6日

在漫畫第三集的世界地圖上出場。抱着一只綿羊和一名為「奇維」的奇異鳥。
兩頭側各有一根像是羊角的呆毛。
作者曾在部落格說過他是治癒系的。
已在單行本第四卷得知是男性。
在作者繪製的2011萬聖節系列短漫中，打扮成綿羊君

### 民族或已不存在的國家

#### 羅馬系
羅馬帝國（／Roman Empire（Western Roman Empire））
- 配音員：鄉田穗積

義大利的爺爺，在歷史上十分出名，但遭到毀滅。
古典時期歐洲的霸主，日耳曼的上級，南北義大利的爺爺。
性格跟自己的孫子很像，溺愛孫子。
在很久以前曾经遇见了年少时期的中国。
相當花心，同時對古希腊和古埃及兩位美女一見鍾情。
在軸心國快被同盟國打敗之際，會突然出現在空中，並以歌聲使同盟國撤退。
曾為了見孫子北義大利，半夜突然出現在德意志床上，不但嚇到德意志還被德意志是為可疑人士差點動了槍，以為德意志只能靠吃生馬鈴薯維生而請德意志吃地中海風味的生魚片。
角色歌為Roma Antiqua
古埃及（／Ancient Egypt）
埃及的母親，羅馬帝國一見鍾情的兩位美女之一。
個性十分溫吞，曾因為阿肯那頓的宗教改革而困擾。
 拜占庭帝國/古希臘（／Ancient Greece）
希臘的母親，羅馬帝國一見鍾情的兩位美女之一。
作者把古代希臘和東羅馬設定為同一人物，為現代希臘的母親。非常長壽，但是因为奥斯曼土耳其的攻击，而突然消失在歷史之中，这也是造成了日后希腊和土耳其不和的原因之一。
古波斯（／Ancient Persia）
歷經困苦的青年。
因為薩珊王朝時期曾打敗羅馬帝國並俘虜羅馬皇帝瓦勒良而嘲笑羅馬好一段時間。

#### 日耳曼系
日耳曼（／Germanic peoples）
- 配音員：谷山紀章

金色長髮，紮著細細的辮子，面無表情且很少說話。
不是真的國家，而是日耳曼民族的擬人化。
個性勇猛但不擅長表達情感。
與羅馬帝國有一段时间关系非常好，但也是灭亡了西罗马帝国的人。和罗马帝国有著深到不能再深直到化為白骨的孽緣。
原本只是有利于罗马帝国外围的渔猎民族，曾經擔任過羅馬的護衛。
據說羅馬帝國的致命傷是他造成的，然而事實真相已埋沒在歷史洪流無人知曉。
 神聖羅馬帝國（東法蘭克王國，／Holy Roman Empire）
- 配音員：金野潤

七個蘋果加一個橘子的身高。身材矮小但事實和義大利、法國同一時代誕生的歐洲各國的大前輩。
在義大利的幼年期《豆丁義大利（ちびたりあ）》篇登場。日耳曼爺爺的孫子。
虽然名字里有『罗马』，但是和罗马帝国毫无关系，反倒是毁灭罗马帝国的日耳曼建立的国家。和德国一样，异常憧憬著羅馬帝國，曾想要和罗马帝国的孙子北義大利組成第二個真正的羅馬帝國。
身體十分虛弱，曾在對他國(自己的兄長們)訓話時吐血。誤以為小時候的北義大利是女孩子而喜歡著他，專情到以百年為單位去追求對方。
在要和北義大利分離時，曾經對他告白：「從公元900年就開始喜歡你了！」
與義大利不同，和奧地利不是從屬關係，奧地利、普魯士都是神聖羅馬帝國眾多邦國中的兩個國家而已。
德國的前身，神聖羅馬帝國在戰爭的最後被法國拿破崙一世解體，組成了德意志地區西半邊的萊因邦聯。
 巴伐利亞 （ババリア， ／Free State of Bavaria）
支持奧地利的德意志小國。
 薩克森 （ザクセン，lang de Freistaat Sachsen／Kingdom of Saxony）
支持普魯士的德意志小國。
 普魯士（／Prussia）
- 配音員：高坂篤志
- 基爾伯特·拜爾修米特（Gilbert Beilschmidt）
- 女版名称：尤露希安·拜爾修米特（ユールヒェン·バイルシュミット，Julchen Beillschmidt）（茱莉亞〔Julche／ジュリア〕為尤露希安的暱稱型）

在二戰前代表普魯士，在二戰後代表東德。（页面存档备份，存于）曾經叮嚀過德國要稱呼他，只有熟人在的時候才可以稱呼哥哥（兄さん）。和奧地利一樣，同為德國的眾多哥哥之一，暱稱德國為威斯特、西面的（West），相當疼愛他。
在真實歷史上，普魯士早在1947年就已經滅亡，但可能是因為處於德國東部，所以在普魯士滅亡后作者把他轉換為東德。
初登場時是為了打亂奧地利和瑞士的聚會，但卻在那次登場后變得意外的有名氣（原本作者只想把除了二戰八大強國外，加入奧地利、西班牙、加拿大三國就足夠了），因此被粉絲戲稱是最成功的醬油。
小時候是條頓騎士團，是為了攻打歐洲最後的異教徒—立陶宛而被創立的，也經常欺負還沒長大的俄羅斯；在攻擊波蘭時被立陶宛反將一軍，結果全軍覆沒，從此很長一段時間成為波蘭立陶宛聯邦的附屬國。
幼年時做過匈牙利的傭兵，和匈牙利是哥們，總是打鬧。和幼年時的匈牙利一樣，都沒想過匈牙利是女生。直到有一天和匈牙利對話，摸了匈牙利的胸口才恍然大悟，而匈牙利本人毫無自覺。
改名為普魯士公國後，看到長大後、受傷的匈牙利，撕下褲襠布要給匈牙利包紮。在一來一往的爭執中，看到匈牙利上衣沒扣緊的胸口，想起過去摸過匈牙利胸口的事、想起匈牙利是女生，於是默默收起褲襠布。匈牙利還自信地說：「我的胸肌很壯吧！」令普魯士相當無言，普魯士最後脫下修道士服給匈牙利後便離開了。對長大的匈牙利有所憧憬。
和奧地利一樣一開始是是為戰爭而生的國家，但是年齡卻比奧地利小很多，自己曾經也是奧地利的小弟。與以聯姻擴張勢力的奧地利不同，有著好強不服輸的性格，並以戰爭為擴張勢力的手段的暴面軍人。
經過維也納會議（也就是「跳舞會議」）之後，在德意志邦聯東部的普魯士，成為歐洲傳統五大列強之一，雖然是最弱的，但在俾斯麦的指導下排除德意志地區的第一強國奧地利、統一了德國。
於2011年萬聖節活動，曾表示要打扮成帥氣黑衣銀飾與拿劍的形象，之後遭到德國限用電腦賭氣與想留下印象深刻，便接受印度邀請一同演出並表示從以前就是做什麼都是天才型，因未告訴弟弟，當日表演時被德國準確的背橋摔，事後向印度表示這僅是很普通的動作，於萬聖節當天與大夥喝酒至隔日。
第四集網頁副篇，曾表示自己為戰術天才，並為了弟弟(德國)開設戰術講座，講解戰術，後遭提問奧地利本人在場沒關係嗎。
曾與德國一同潛入美軍軍中，在德國試圖掩護偽裝身份時，於躲藏處偷笑，事後德國表示不會再有下一次時繼續偷笑。（页面存档备份，存于）
個性奸詐狡猾，點又有粗魯的人，有著高亢的笑聲，容易得意，為了變強而不擇手段。對上司有著強烈的忠誠心，最喜歡的上司是腓特烈大帝，稱其為。
很喜歡寫奇怪的書和日記，日記多到塞滿一整個房間。
喜歡可愛的東西，常常買的房間都是滿滿的而被負責打掃的德國罵。
是少數幾個吃了英國的料理後還能存活的人。
經常說意大利可愛。
目前偶爾待在德國家無所事事，偶爾待在俄羅斯孤立於外的飛地。
作者設定為是個左撇子。（页面存档备份，存于）貌似是因普魯士人多是左撇子。
名言是和「本大爺帥的和小鳥一樣！」
於《南瓜祭•スィジヅェアヘゥアシャオゥ（萬聖節•四季摺花咲）》裝扮的鬼怪惡魔
在2011萬聖節出場和印度一起跳舞,後來又扮成和義大利一樣的囚犯
在動畫第五季W學園中參加的是音樂社，是為了讓部長奧地利不能好好演奏、故意用掃把當做吉他的搗亂部員
角色歌為Mein Gott、俺様による俺様の為の俺様の歌

#### 韃靼系
金帳汗國（又譯：欽察汗國）（チンチャハン，／Ulus of Jochi（Golden Horde）
蒙古的弟弟。於中世紀統治俄羅斯（當時為莫斯科公國）的國家，是當時的強國。

### 私人國家
西蘭公國（Sealand）
- 配音員：折笠愛
- 彼得·柯克蘭（Peter Kirkland）
- 生日：9月2日

英國的弟弟，擁有與英國相似的粗眉毛，平時穿著水手服。說話帶有的語尾。
自稱是驚奇的超小國家，但根本沒人理他。
目前尚未被任何國家承認，領土是英國廢棄的海上人造建築。
個性樂觀積極，努力想要取得其他國家的認同。
曾被放上網路拍賣，賣價是23萬歐元，後由瑞典出價。目前與瑞典、芬蘭同住，稱呼瑞典「爸爸」。
在作者繪製的2011萬聖節系列短漫中，打扮成泰迪熊。
 塞波加公國（／Principality of Seborga）
- 配音員：岡本寬志

漫畫第六卷中登場。
位於義大利西北部，和藹可親且穩重的美食家少年。
和南北義大利兄弟一樣喜歡女孩子，曾說過如果瓦依公國再大個十歲就會追求她。
長著一根有菱有角的呆毛。
根據義大利所述，似乎比義大利兄弟更常約到女孩子。
 瓦依公國
- 生日：11月15日
- 配音員：小松未可子

漫畫第六卷中登場。
澳大利亞的妹妹，奇怪少女，騎著一隻水彩畫筆。
位處於澳洲雪梨郊外的摩士曼自治市的一個國家。
堅持自己與西蘭、塞波加不一樣，是被承認的國家。
身後常常有一隻兔子。
具有藝術感。
基本上負責吐槽。
庫格爾穆格爾
- 配音：市來光弘

藝術家。試著獨立大概也是為了art。
辮子是art表現。
雖然有兩條長辮，卻是位貨真價實的男孩子。
頭戴貝雷帽，頭上有根呆毛。
摩洛西亞
- 配音：石川界人

位於美國家內華達州的高傲又不可思議的獨立國家。
是個照常向美國納稅的老實人，不過尚處在想讓人認為自己是不良少年的年紀。
梳的是一種介於soft Mohican（不把側面剃光的莫西幹頭）和regent style（攝政風格頭型，俗稱飛機頭）之間的髮型，會豎中指。
對美國有些畏懼。
赫特河
- 配音：中澤匡智

瓦依的前輩。
奇妙的閃金光又自由過頭的人。
在澳洲很有名，在微型國家當中家裡很富有。
微笑共和國
- 配音：須田祐介

在日本家試著獨立的私人國家。
位於岳溫泉。
雖然變回了普通日本人，但仍殘存著對國家的留戀。
過著悠閒生活的性格老實的怪人，喜歡鐳雞蛋（得名於居裏夫婦發現的放射性元素-鐳，由於福島的溫泉裏發現了鐳的存在，因此將這裏的溫泉出產的溫泉蛋稱為鐳雞蛋，ラジウム玉子是其中一個有名的注冊商標，為飯坡溫泉所有，以美容保健為賣點向全日本推廣，號稱日本第一元祖溫泉蛋。）。
在World☆Star中由其孫子繼承名號重新登場。
拉多尼亞
- 配音：山下大輝

瑞典藝術家創立的網路國家。
正在和瑞典作戰（自認為的）。
鼻子上的傷痕是自己畫上去的，胸前戴著的是傳說中的金蘋果。
從各個方面來說基本就是個小學生。
順便一提，國旗看起來全部是綠色的，其實在綠色的底色上畫著綠色的斯堪地納維亞十字的。太綠了根本看不到十字。
可從官方網站填表格申請加入國籍。
一旦電腦關機，便會困在電腦裡。
艾瑞加帝國
由一個熱愛科幻小說的加拿大男孩子在房間裡創造出的幻想國家。
聲稱領土有着地球大部分土地及太陽系部份星球，現在仍然在星際擴張中。具體表現為中二病。
長着與加拿大同樣的呆毛，戴著與美國同樣的眼鏡。
經常穿著軍服，衣櫃裡有很多相似的衣服。
與摩洛西亞關系不錯，沒有外人時會戴上兜帽，性格也變得有些弱氣。
初登場時自稱「是將歡樂和混亂帶給各位的風雲國家」，並安慰赫特河說實際領土並非最重要的，更重要的是心中那片名為想象力的沃土。

## 非國家

### 中國系
直轄市
- 上海市

於應募CD第一彈廣播劇中，中國與香港的對話中被提到。
省
- 福建省
- 江苏省
- 四川省
- 河北省
- 河南省

於2010年聖誕節漫畫日後談中提到，在香港將中國穿女裝的照片散布出去後各自給了中國回信讓他感到哭笑不得。
特別行政區
 香港
- 王嘉龍／李小春（是作者取的兩個備選用名，目前尚未決定。）
- 全稱：中華人民共和國香港特別行政區
- 英文：Hong Kong Special Administrative Region of the People's Republic of China
- 官方語言：粵語、英語、普通话
- 政府驻地：維多利亞城
- 區花：洋紫荊
- 资料

1. 生日：不明
2. 军服：無
3. 便服：紅色馬褂上衣（長度比中國的馬褂短）＋黃色腰帶＋黑長褲＋纏腿＋功夫鞋
4. 头发：珍珠黑
5. 眼睛：珍珠黑
6. 配音員：高城元氣
7. 口頭禪：「...的な」

最近返還中國的前英國大都會，之前被英國帶走，待了155年。
曾經有放鞭炮，嚇到英國而被修理的經驗。
說話時常夾雜著廣東話和英語，擁有潮男氣質。
在作者設定內並不是面癱，只是平常情緒不太顯露在臉上，偶爾笑起來時非常親切。
因為被英國帶走155年，所以無可避免的中了英國的粗眉毛詛咒。
穿的紅色唐裝比中國的輕薄，有綁一條黃色腰帶，也會功夫。
稱呼中國為「老師（せんせい / 先生）」，小時候綁著馬尾。
在 作者2010聖誕特輯 中請中國吃披薩和威士忌，讓中國覺得這是西方世界的酒池肉林。
在作者繪製的2011萬聖節系列短漫中，打扮成豬八戒和中國還有澳門一起出場。
角色歌為マジ感動☆香港Night
 澳門
- 全稱：中華人民共和國澳門特別行政區
- 英文：Macao Special Administrative Region of the People's Republic of China
- 官方語言：廣東話、葡萄牙語、英語、普通話、澳門土生葡語
- 政府驻地：無
- 區花：荷花
- 资料

1. 生日：不明
2. 军服：無
3. 便服：長衫+眼鏡+扇子
4. 武器：未知
5. 头发：金粉灰
6. 眼睛：曜亮黑
7. 配音員：未定
8. 口頭禪：不明

在作者部落格上以及第四集和羅馬尼亞一起登場的人物。
穿著長衫、戴著眼鏡、拿著扇子的文弱書生，個性沉穩且有遠見。
在第四集裡和台灣，與香港打賭中國穿的衣服，結果猜錯了，對於中國會穿那件T-shirt吃驚到臉色大變。與台灣、香港非常友好。
使用Mr.來稱呼中國。
家裡幾乎都是賭場，超越了美國的拉斯維加斯的賭城，成為世界第一賭城區。
家裡很小、不過位置優越，所以很擅長貿易。
因為曾和葡萄牙住在一起446年，所以文化東西合併，擅長製作葡式蛋撻。
在作者繪製的2011萬聖節系列短漫中，打扮成沙悟淨。
在作者繪製的2013萬聖節系列短漫中，與打扮成日本模樣的台灣一起出場，又與台灣遇到越南。
自治區
- 西藏自治區（チベット自治区）

在中國和日本的回憶錄裡提到過的人物。
信奉藏傳佛教的少年和尚，居住在中國的隔壁，和中國的關係不明。
在漫畫版中中國曾向他介紹日本是其「弟弟」，日本遲疑很久才同意中國的說法，在動畫版中改為熊貓滾滾。

### 法國系
- 皮卡第
- 首府:亞眠

法國的一個大區，有一對假貓耳，在遊戲中首次出現，
在2011年愚人節系列短漫中被法國指派去搜尋奧地利、英國、俄羅斯、美國、匈牙利、日本...等世界各國的私密照片（尤其是奧地利）。

### 加拿大系
- 魁北克

出現在加拿大的惡夢裡。
加拿大的一個省，有像美國一樣的呆毛和英國式粗眉。
差點獨立。

### 義大利系
- 熱那亞

義大利北部的港口城市，頭戴著類似皇冠的東西的少年。
首次於World☆Stars第311話出場的角色，1768年因為科西嘉島的統治權利被賣給法國而感到不滿並且反抗。
反叛者是拿破崙的父母，當時拿破崙的母親正懷著他。

### 日本都道府縣系列
- 大阪府 （大阪府）
- 首府： 大阪市

日本的一个地區，在2010年聖誕節篇漫画中许多次和日本一起出场,发型和拉脱维亚很像的男性青年，曾請日本一起去唱卡拉OK，先當照顧日本，時常會在日本危急的時候出面，昰所有縣市裡出場率最高。
在都道府縣系列中，手握著章魚燒，身旁則跟著小白虎以及一隻熱帶魚。
以下出自作者網站
東北地區
 青森縣 (青森県,あおもりけん)
拿著微笑的蘋果腿上趴著貓的樸實青年，穿著黑色的立領制服。
帶著溫暖的笑容，最喜歡溫泉了。
 秋田縣 (秋田県,あきたけん)
拿著鬼面的美人，穿著黑色的水手服和裙子。
是個悠閒度日的女孩，家裡有著寧靜的街道和肥沃的土地。
 岩手縣 (岩手県,いわてけん)]
穿著西裝式校服和深色格子裙，頭戴米色貝雷帽。
靦腆的文學少女，寵物是遠野的紅色河童。
 宮城縣 (宮城県,みやぎけん)
頭戴耳機，拿著日本刀和洋菓子的金髮青年。
家裡有著很多很棒的美食和觀光景點。
 山形縣 (山形県,やまがたけん)
主婦打扮的純樸少女，有著可愛的笑容。
手拿著一大鍋的芋煮(以芋頭為原料的鍋飯)，家裡有許多的西式建築。
 福島縣 (福島県,ふくしまけん )
臉頰兩旁留著鬢角，穿著藍色運動套裝，抱著豬的可愛青年。
是都道府縣系列的開端。
關東地方
 群馬縣 (群馬県,ぐんまけん)
綁著雙馬尾的開朗少女，穿著青色的水手服，身後有一座不倒翁跟一隻狸貓。
有很好吃的蒟蒻。
 栃木縣 (栃木県,とちぎけん)
揹著箭筒跟手握草莓的猴子，手端煎餃，身穿黃色運動外套，臉上有著疤痕的青年。
家中充滿了許多寺廟，歷史遺跡，溫泉，休閒設施和景點。
 茨城縣 (茨城県,いばらきけん)
手握納豆跟疑似裝有番茄的罐頭，將瀏海往後綁的眼鏡爽朗青年。
右手臂下有一隻鮟鱇魚。
 千葉縣 (千葉県,ちばけん)
被花包圍，手握花束以及房州團扇的溫和青年。
頭上跟身旁各跟了一顆落花生，家裡有許多美味的東西。
 埼玉縣 (埼玉県,さいたまけん)
頭上戴著黑色貓耳帽，握著蔥，揹著側背包的活潑男孩。
背後有隻穿著和服握著摺扇的兔子，旁邊有著一顆地瓜跟馬鈴薯。
 東京都 (東京都,とうきょうと)
 神奈川縣 (神奈川県,かながわけん)
北陸地方
 石川縣 (石川県,いしかわけん)
 福井縣 (福井県,ふくいけん)
 富山縣 (富山県,とやまけん)
關西地方
 三重縣 (三重県,みえけん)
穿著男子高中生的制服。身後有隻龍蝦和招財貓。
 滋賀縣 (滋賀県,しがけん)
发型和眉毛很像英國的男性青年，戴着綠色的長圍巾,並抱着一隻小熊。
脚後有一條小魚。
 京都府 (京都府,きょうとふ)
短髮少女,有着櫻花頭飾,同時身旁也有很多櫻花出現。
 和歌山縣 (和歌山県,わかやまけん)

### 俄羅斯系
西伯利亞
目前只有貓形態出場過。但只看特徵的話，外貌似乎與俄羅斯十分相似。眼睛是棕黃色的。

### 國際組織

僅於日本回憶和聯合國會議中的成熟男子。
曾經幫助美國索要中國的外匯，而且向日本提出修理費的請求。

### 人物

#### 歷史人物
聖女貞德（Jeanne la Pucelle/Joan of Arc）
舉世聞名的聖女，法國最偉大的的民族英雄，在百年戰爭中率領法軍抵擋英國軍隊的入侵。
作者正剧漫画《后会有期》里有弗朗西斯遇到来法国旅游、名为“丽莎”的少女，并且主动当她的向导一同旅行的故事，其中似乎有暗示丽莎是贞德转世，但不明确。
最后弗朗西斯趁丽莎不注意自行离开。漫画结尾有暗指丽莎现居美国。
丽莎是作者自设定的人物。
瓦迪斯瓦夫二世（Jogaila Władysław II Jagiełło）
提出以結婚爲結盟的立陶宛大公，和波蘭女大公建立了波蘭立陶宛聯邦。
瑪麗亞·特蕾西亞（Maria Theresia）
奥地利七年战争中的奥地利女大公和匈牙利女王，外交革命的主導者。她與宿敵法國、俄羅斯等結為同盟，並親自到匈牙利議會遊說當地人民參戰，從而在戰爭中獲勝。
腓特烈二世（Friedrich II von Preußen, der Große）
普魯士非常敬重的上司，稱其爲親父。

#### 虛構人物
托尼（Tony）
在羅斯威爾事件中與美國結交了朋友關係的外星人。
總是說出一些不雅的英語詞彙。
朋友都很奇怪。
異常討厭英國，曾罵英國「shit」。
新聞君
世界各國都有，經常妄想和誇大某些事物。
温山温夫
台灣版裡改為「笨山笨夫」。
23岁路過青年，曾經經過瑞典和德國的咖啡店。
彭田彭造
台灣版裡改為「蠢田蠢造」。
而漫畫內則是翻譯為「廢田物造」。
21歲被女友甩了的路過青年，無意中進了西班牙的咖啡店。
戴維
來自美國的普通人類男孩，與年幼（還是英國殖民地）的美國相識，並告訴他自己的理想－找一種罕有的花。美國便四處替他尋找。但那種花只生長在英國，所以找了許久都找不到，英國要回家替美國找。然而，因為戴維只是普通人類,在美國尋找花朵的過程中（大約70年或者更長），已經不知不覺長大成人。到美國（依然是英國殖民地）最後找到了花並準備送給戴維時，戴維已經過世了。
皮克特公主（Pict Princess）
- 資料

1. 身高：未知
2. 生日：未知
3. 身體特征：柔軟而富有彈性，顏色為碧綠色
4. 頭髮：碧綠色
5. 面部特征：無
6. 配音員：川澄綾子

外星種族“皮克特”的領導者，以“公主”作為對外稱呼，僅在劇場版電影《塗成白色吧！》出現。
皮克特是一種擁有純白色人形軀體的外星生物，頭上有碧綠的光線，已形成蜂巢思維，缺乏自我意識；“公主”則具有更細緻的人類女性外貌，全身為碧綠色，面部缺乏五官，通過心靈感應進行交流。
“公主”性格溫柔乖巧，對地球上的國家毫無敵意。

## 外部連結
1. （日語）ヘタリア　*心のそこからヘタレイタリアをマンセーする*[永久] - 作者公式網站
2. （日語）ヘタリアドットコム（页面存档备份，存于） - 動畫版公式網站
3. （日語）日丸屋秀和「ヘタリア Axis Powers」（页面存档备份，存于） - 幻冬舍特設網站
4. （繁體中文）義呆利（页面存档备份，存于） - 緯來日本台官方網站